# Schloss Gottorf

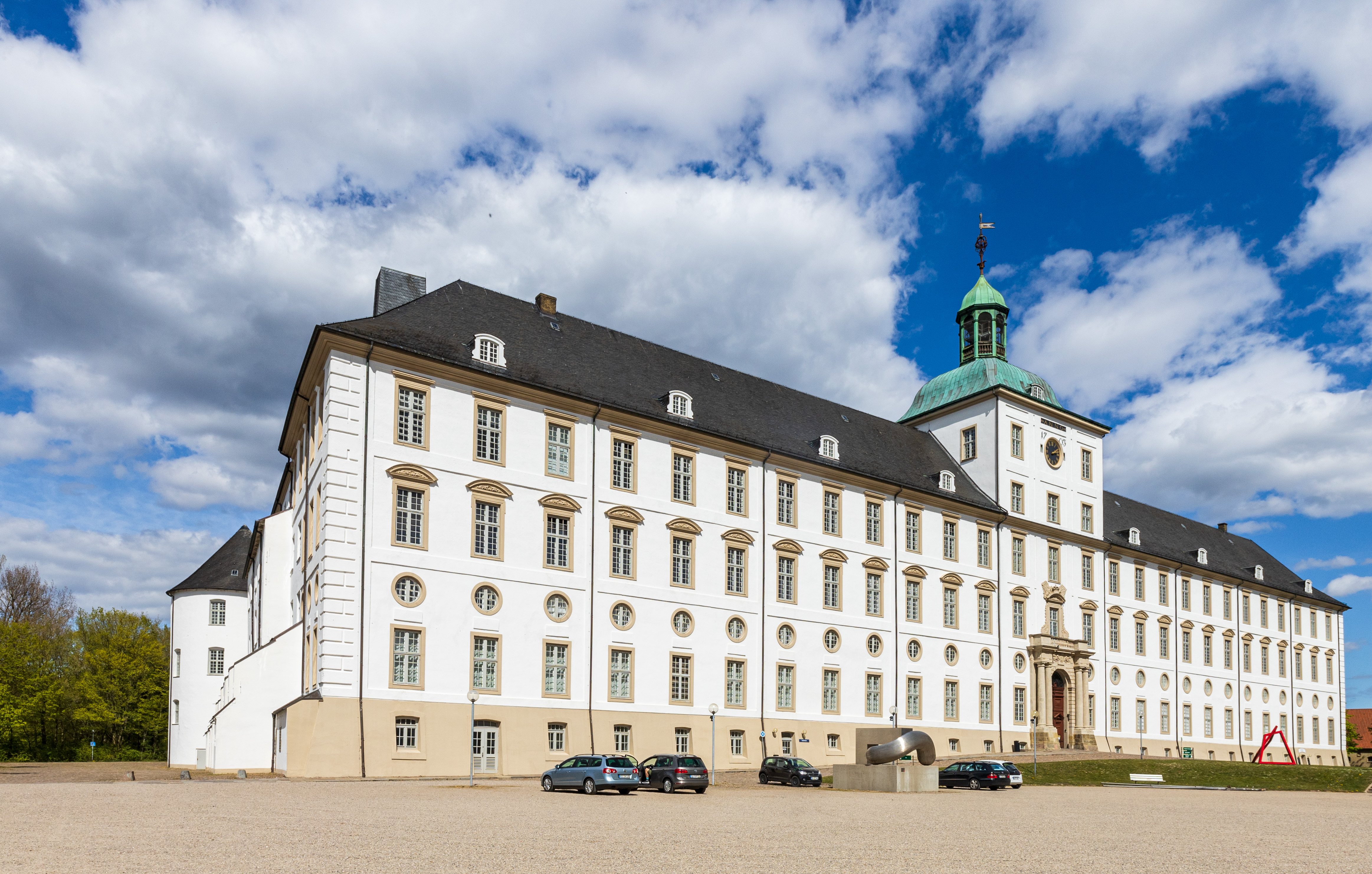
Schloss Gottorf, der barocke Südflügel

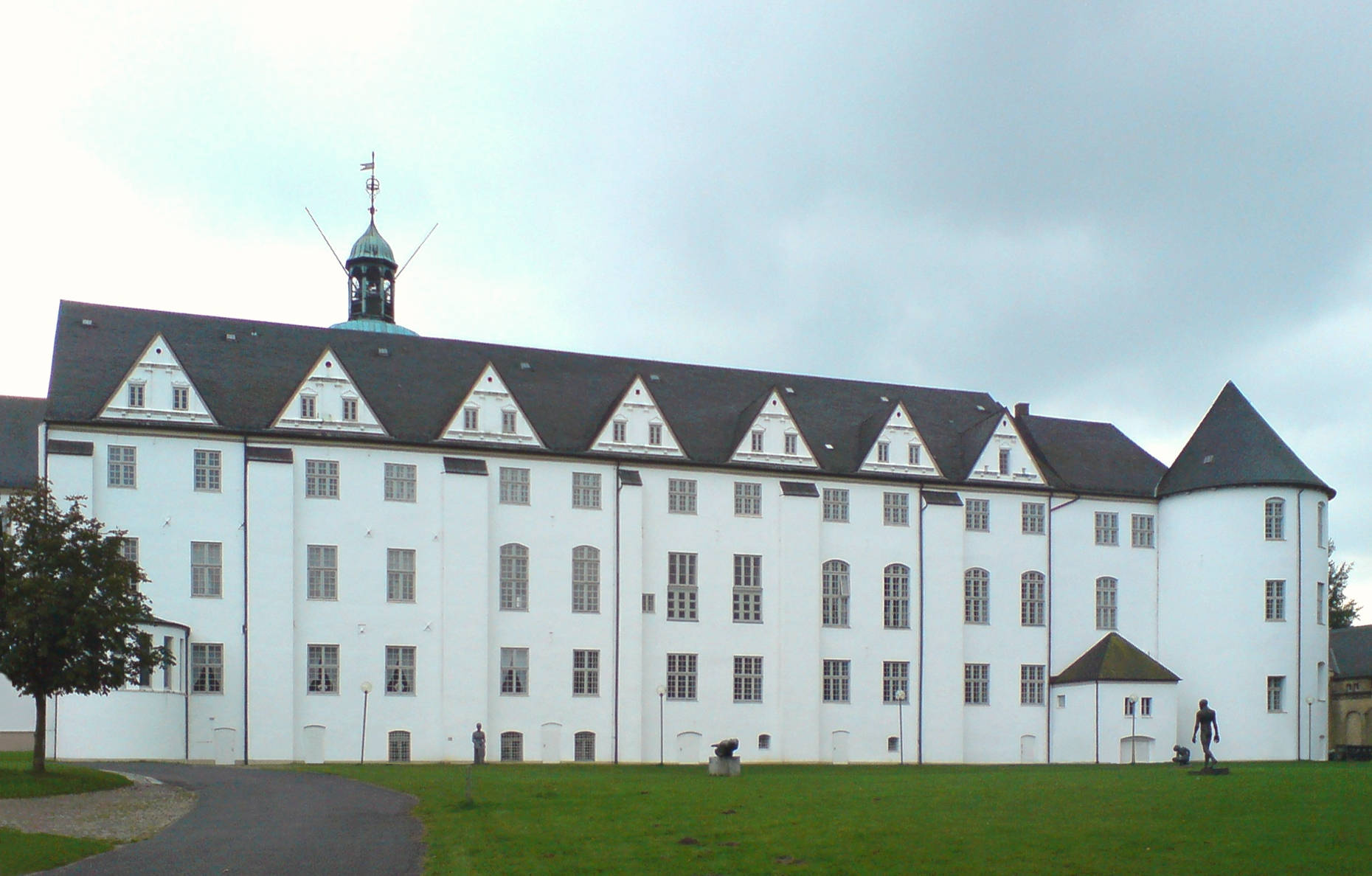
Die Gartenfassade des Nordflügels, rechts der Schlachterturm

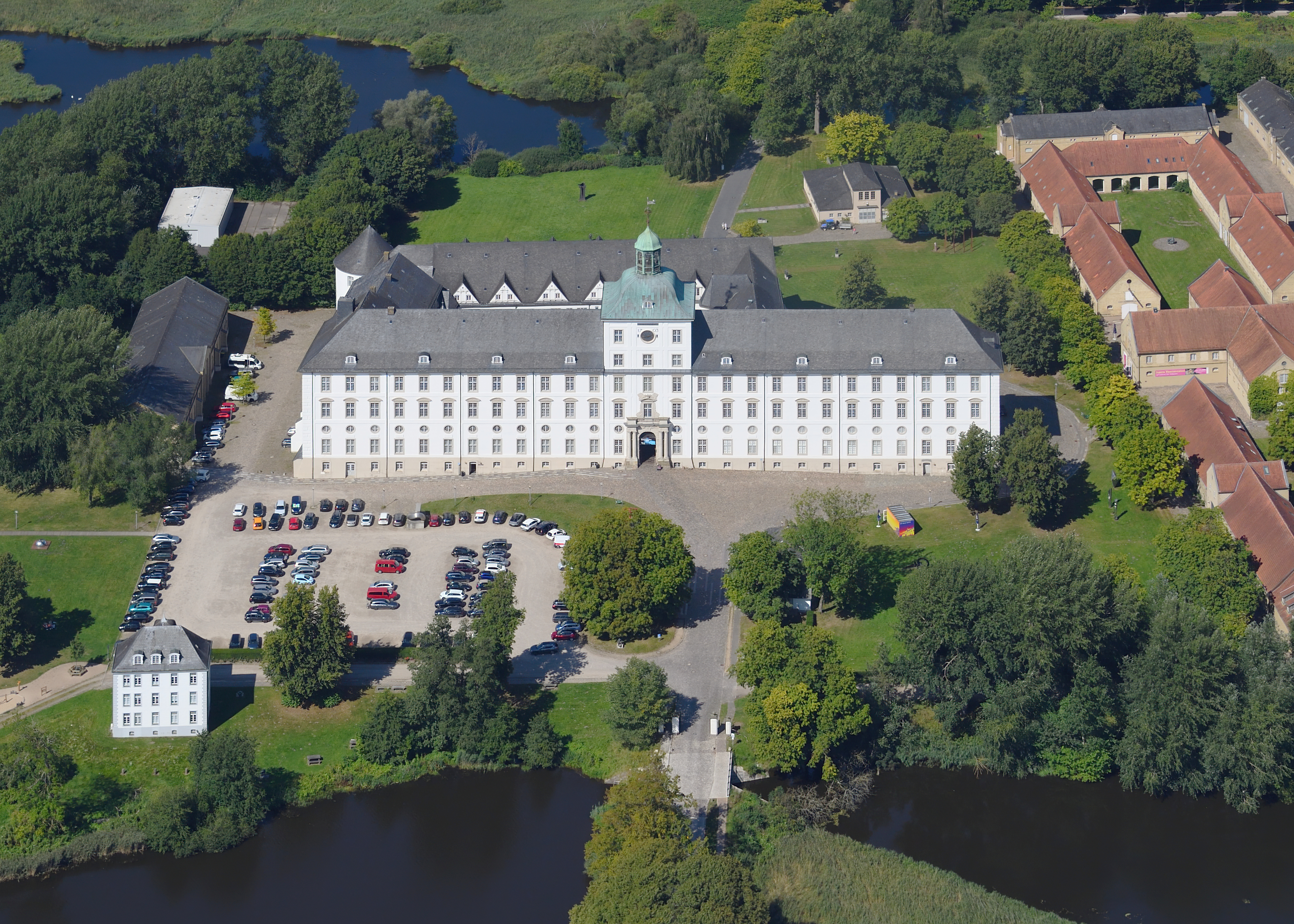
Schloss Gottorf von Süden aus der Luft gesehen

Schloss Gottorf (niederdeutsch Slott Gottorp, dänisch Gottorp Slot) in Schleswig ist eines der bedeutendsten profanen Bauwerke Schleswig-Holsteins. Es wurde in seiner über achthundertjährigen Geschichte mehrfach umgebaut und erweitert, so dass es sich von einer mittelalterlichen Burg über eine Renaissancefestung bis hin zu einem Barockschloss wandelte. Es war namensgebend für das herzogliche Haus Schleswig-Holstein-Gottorf, aus dem im 18. Jahrhundert unter anderem vier schwedische Könige und mehrere russische Zaren hervorgingen.
Das größte Schloss des Bundeslandes war im Besitz des dänischen Königshauses und der schleswigschen Herzöge. Nach der Annexion des Gottorfer Anteils des Herzogtums Schleswig durch Dänemark 1713 diente das Schloss als Sitz des königlich-dänischen Statthalters in Schleswig, anschließend wurde es als Kaserne genutzt. Heute beherbergt es zwei schleswig-holsteinische Landesmuseen sowie die Stiftung Schleswig-Holsteinische Landesmuseen Schloss Gottorf. Nördlich des Schlosses wurde in den vergangenen Jahren der Neuwerkgarten rekonstruiert, einer der ersten barocken Terrassengärten Nordeuropas.

## Geschichtlicher Überblick

### Mittelalter: Von der bischöflichen Residenz zur herzoglichen Burg
Das heutige Schloss auf einer Schleiinsel westlich der Stadt  besaß mehrere Vorläuferbauten, über deren Funktion und Aussehen jedoch nur wenig bekannt ist. Die ältesten Strukturen datieren ins 13. Jahrhundert und stammen womöglich von einer Residenz der Bischöfe von Schleswig mit dem Namen Klein-Gottorf. Der Name geht auf eine ältere, heute noch sichtbare Anlage namens Alt- oder Groß-Gottorf im Ruhekrug beim Gut Falkenberg zurück, die nach der Überlieferung des dänischen Chronisten Saxo Grammaticus um das Jahr 1161 zerstört worden sein soll. In der Folge wurde die Residenz wahrscheinlich ins zentraler gelegene Klein-Gottorf verlegt, wo um die Mitte des 13. Jahrhunderts ein womöglich kaum befestigter Fachwerkbau mit Warmluftheizung entstand.
Nachdem der Schleswiger Bischof Niels II. im Zuge der Schlacht auf der Lohheide 1261 gefangen genommen wurde, ging Gottorf in den Besitz Herzog Erichs I. von Schleswig über. Die Bischöfe erhielten hierfür Ländereien am Unterlauf der Treene, wo  wenig später die bischöfliche Burg Schwabstedt errichtet wurde. Erst der Herzog habe, wie es die zeitgenössischen Annalen des Rudeklosters berichten, „unter großem Aufwand“ eine neue Burg errichten lassen, welche die ältere herzogliche Burg auf der Möweninsel in der Schlei ablöste.
In der Folge wurde Gottorf zum Machtzentrum der Herzöge von Schleswig und stand wiederholt im Zentrum politischer Konflikte. 1283 wurde der junge Herzog Waldemar IV. von Schleswig vom dänischen König Erik V. einige Zeit auf der Burg festgesetzt. 1329 wurde Gottorf dann erstmals (erfolglos) durch eine Koalition jütischer Adliger in deren Kampf gegen den für einige Jahre als Herzog wirkenden Holsteiner Grafen Gerhard III. belagert. Im Jahr Juni 1340 ging die Anlage als Pfand dauerhaft in den Besitz der Grafen von Holstein aus dem Hause Schauenburg über, die bis zu deren Aussterben im Jahr 1459 auf Gottorf residierten. Zunächst als Grafen, nach der Belehnung Graf Gerhards VI. mit dem Herzogtum durch die dänische Regentin Margarethe I. ab dem Jahr 1386 dann auch wieder formell als Herzöge.
Nach dem Tod Herzog Gerhards während eines Feldzugs nach Dithmarschen im Jahr 1404 stand Gottorf im Zentrum eines fast drei Jahrzehnte andauernden Konflikts zwischen den Grafen von Holstein und der dänischen Krone. Während die Söhne des verstorbenen Herzogs ihrerseits das Erbrecht an Gottorf und somit auch auf den Herzogstitel betonten, verfolgten die dänische Regentin Margarethe I. und deren Adoptivsohn, König Erik VII. von Dänemark, das Ziel, das Herzogtum wieder unter die Kontrolle der Krone zu bringen. Nachdem der als Schiedsrichter eingesetzte römisch-deutsche König Sigismund die königlich-dänischen Ansprüche im Juni 1424 wiederholt bestätigt hatte, wurde Gottorf 1426 vom Hesterberg aus durch Truppen des dänischen Königs belagert. Die Belagerung scheiterte jedoch durch den Wechsel der Hansestädte um Lübeck auf die Seite der Schauenburger, die nun ihrerseits erfolglos die königliche Burg in Flensburg belagerten. Hierbei starb der älteste der Brüder, Graf Heinrich IV. Der Krieg wurde 1431 mit einem Waffenstillstand beigelegt und endete 1435 mit dem Frieden von Vordingborg, der anschließend zum Exil des dänischen Königs auf Gotland und letztendlich zu dessen Absetzung führte.
1440 wurde der letzte noch lebende Sohn Adolf dann vom dänischen König Christoph III. formell mit dem Herzogtum Schleswig belehnt. Über die durch Adolf I. kurz darauf eingerichtete Vikarie ist erstmals eine Burgkapelle nachgewiesen. Da die Ehe Herzog Adolfs mit Margarethe von Mansfeld kinderlos blieb und auch die Kinder seines älteren Bruders Gerhard früh verstarben, wurde 1460 mit der Wahlhandfeste von Ripen der Neffe des Herzogs und dänische König Christian I. als dessen Nachfolger gewählt. Unter ihm und vor allem seiner Gattin Dorothea blieb Gottorf weiterhin das politische Zentrum des Herzogtums Schleswig.

### 16. und 17. Jahrhundert: Residenz der Gottorfer Herzöge

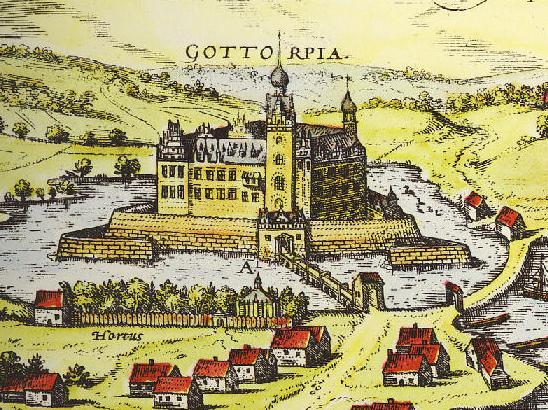
Schloss Gottorf in der Renaissancezeit, Zustand um 1600

So verbrachte auch der drittgeborene Sohn Friedrich seine späten Jugendjahre auf Gottorf. Seine Mutter hatte wahrscheinlich vorgesehen, dass Friedrich die Herzogtümer erben solle. 1481 setzte sich jedoch sein älterer Bruder König Johann als Vormund ein. 1490 kam es mit der Volljährigkeit des jüngeren Bruders dann zur Landesteilung zwischen den Brüdern. Friedrich behielt Gottorf als Hauptresidenz und regierte bis zu seinem Tode 43 Jahre lang als Herzog. Während dieser Zeit vernichtete 1492 ein Brand weite Teile der mittelalterlichen Burg. Friedrich ließ die Burg die daraufhin in mehreren Etappen aufbauen und modernisieren.  Auch nach seiner Erhebung zum dänischen König 1523 regierte Friedrich zumeist von Gottorf aus, weshalb ihn der dänische Historiker Arild Huitfeldt später als „ein altes Huhn, das nur ungern sein Nest verließ“ bezeichnete. Seine enge Beziehung zur Anlage verdeutlicht sich nicht nur durch die für dänische Könige ungewöhnliche Wahl seiner Grablege im nahegelegenen Dom von Schleswig, sondern auch dadurch, dass er um 1530 den Westflügel des Schlosses prachtvoll im Stil der nordischen Frührenaissance neu errichten ließ, der das erste Renaissancegebäude nördlich der Elbe darstellte.
Nachdem Friedrichs Sohn Christian III. die Thronfolge angetreten hatte, erhielt dessen Halbbruder Adolf I. verstreute Gebiete in Schleswig und Holstein als Erbe und begründete so 1544 das Herzogtum Schleswig-Holstein-Gottorf. Schloss Gottorf wurde zur Hauptresidenz und namensgebend für die Linie. In der Neujahrsnacht 1564/65 traf eine erneute Brandkatastrophe das Schloss und in der Folge wurde es in unterschiedlichen Bauschritten zur vierflügeligen Festungsanlage ausgebaut. Von der regen Bautätigkeit Herzog Adolfs ist auf Gottorf der Nordflügel erhalten geblieben, weitere Bauten seiner Herrschaft waren unter anderem die Nebenresidenzen von Husum und Reinbek. Die Verwaltung der Herzogtümer war zu dieser Zeit fast vollständig aufgesplittert in die von den Schleswiger Herzögen beherrschten Gottorfischen Teile, in die vom dänischen Königshaus beherrschten und zumeist durch Statthalter verwalteten Königlichen Teile sowie in die von beiden Linien regierten Güterbezirke. Das Gottorfer Schloss als Sitz der Verwaltung des herzoglichen Anteils wuchs in dieser Zeit zur größten Schlossanlage in Schleswig und Holstein. Zu seinen Glanzzeiten bestand der Hofstaat aus mehr als 400 Personen.

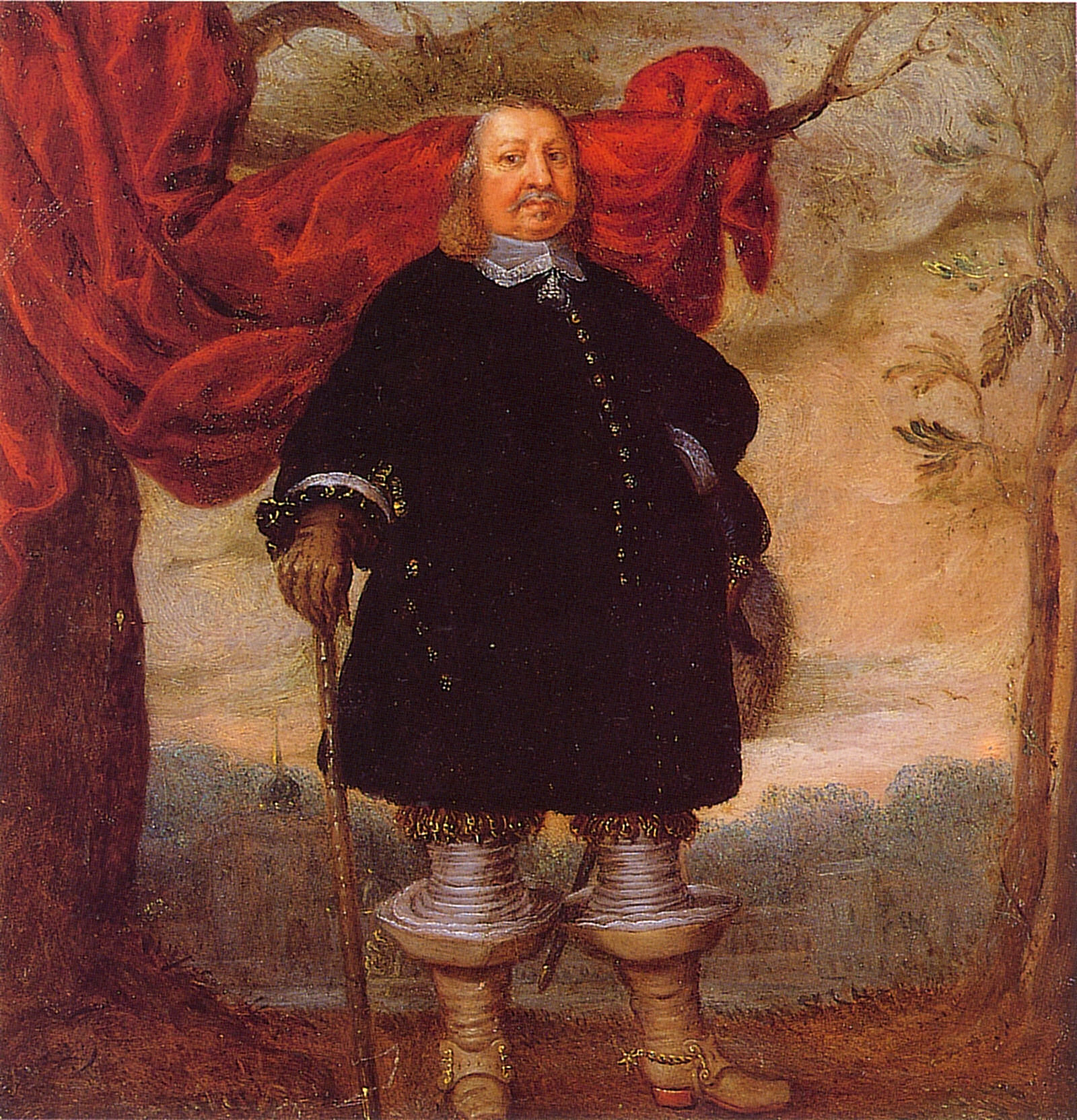
Herzog Friedrich III. auf einem Gemälde des 17. Jahrhunderts. Im Hintergrund ist das Globushaus schemenhaft zu erkennen

Unter Herzog Friedrich III. entwickelte sich Gottorf zu einem Zentrum der Wissenschaft und Kultur und damit zu einem der bedeutendsten Fürstenhöfe der Epoche. Der Gottorfer Riesenglobus im Neuwerkgarten, die Bibliothek und die Kunstkammer waren weit berühmt. Als Hofmathematiker und -bibliothekar war der Universalgelehrte Adam Olearius maßgeblich an diesen Projekten beteiligt. Olearius begleitete als Sekretär 1636–1638 die von Friedrich III. ausgeschickte Persische Gesandtschaft nach Isfahan in Persien, wo neue Handelskontakte geknüpft werden sollten. Aus wirtschaftlicher Sicht war die Expedition erfolglos, sie hatte aber wichtige kulturelle Folgen, so die 1646 erstmals erschienene Persianische Reisebeschreibung Olearius’. So wurde beispielsweise das Globushaus nach Entwürfen Olearius’ im persischen Stil errichtet. Der Hofgelehrte betreute und vergrößerte auch die Bibliothek und die Kunstkammer. Den Grundstock der Gottorfer Kunstkammer bildete die 1651 angekaufte Sammlung des niederländischen Arztes Bernhard Paludanus'. Zu den bedeutenden Akteuren der Gottorfer Blütezeit gehört weiterhin der Maler Jürgen Ovens, der zahlreiche Gemälde sowie raumfüllende Gemäldeserien für das Schloss und seine Anlagen schuf und als Vermittler in die Niederlande tätig war. Unter Leitung Joel Langelotts unterhielt der Herzog ein chemisches Laboratorium. Friedrichs Sohn Christian Albrecht führte die Ambitionen seines Vaters fort und ließ Schloss Gottorf und seine Sammlungen weiter ausbauen.
Durch eine gesteuerte Heiratspolitik war das Haus Gottorf mit anderen Fürstenhäusern im nordeuropäischen Raum familiär verbunden. Im Laufe des 17. Jahrhunderts wurden die Verbindungen zum mächtigen Königreich Schweden immer enger, besonders durch die Heirat der Gottorfer Prinzessin Hedwig Eleonora mit Karl X. Gustav von Schweden. Das Verhältnis zu Dänemark verschlechterte sich hingegen zunehmend, trotz Annäherungsversuchen wie der Heirat Christian Albrechts und Friederike Amalies von Dänemark. Die zunehmend geforderte Souveränität des Gottorfer Hauses brüskierte die dänische Krone und gipfelte in mehrfachen Besetzungen des Herzogtums.
Die mittlerweile veraltete Renaissancefestung entsprach am Ende des 17. Jahrhunderts nicht mehr den repräsentativen Vorstellungen der Zeit und Herzog Friedrich IV. gab eine barocke Erweiterung der Anlage in Auftrag. Das Schloss wurde von 1697 bis 1703 nach Entwürfen des schwedischen Baumeisters Nicodemus Tessin d. J. umgestaltet und vergrößert. Friedrich IV. starb jedoch während des zu Beginn des 18. Jahrhunderts ausgebrochenen Großen Nordischen Krieges auf dem Schlachtfeld bei Klissow und erlebte den Umbau in eine große Barockresidenz nicht mehr. Bis zu seinem Tod wurde nur der gewaltige Südflügel fertiggestellt, und weitere Planungen kamen aufgrund der folgenden Ereignisse zum Erliegen. Während des Krieges stand das Gottorfer Herzogtum auf der Seite des schwedischen Königreichs, dies sowohl aufgrund der familiären Verbindungen nach Schweden als auch deswegen, weil sich die Herzöge die Loslösung von Dänemark erhofften. Nachdem Schweden 1713 allerdings eine Niederlage erlebt hatte, wurden die Gottorfer Herzöge durch das dänische Königshaus entmachtet und deren Ländereien in Schleswig besetzt.

### 18. und 19. Jahrhundert: Gottorf als Sitz der dänischen Statthalter

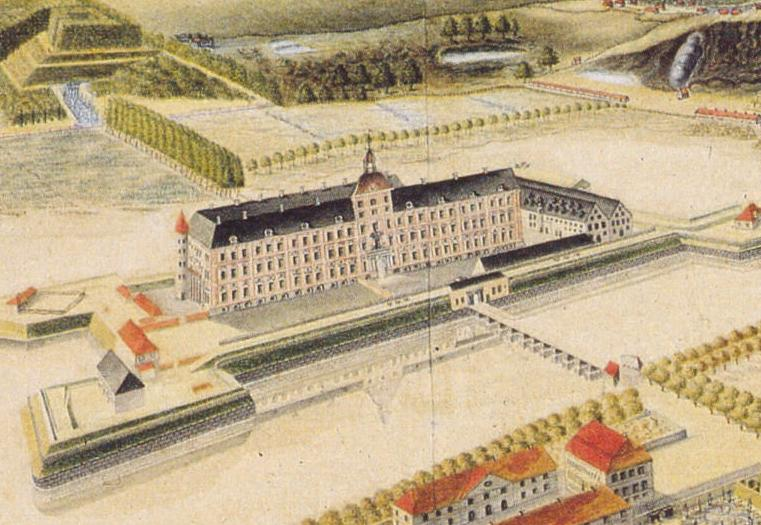
Das Schloss 1732, Ausschnitt aus einem stilisierten Aquarell von H. C. Lönborg

Die Annexion der vormals gottorfschen Anteile des Herzogtums Schleswig wurde 1720 im Frieden von Frederiksborg für rechtmäßig erklärt. 1721 erfolgte im Schloss die Huldigung des dänischen Königs durch den Ritterstand. Nur die im südlichen Herzogtum Holstein liegenden gottorfschen Anteile blieben noch im Besitz der Gottorfer und wurden von da an durch Herzog Karl Friedrich aus dem Kieler Schloss regiert. Zwar blieb die Stadt Schleswig einer der wichtigsten Orte der Herzogtümer Schleswig und Holstein, doch war der alleinige Herr des Herzogtums Schleswig nun der König in Kopenhagen und Gottorf nur noch eines von vielen Schlössern in seinem Reich. Die dänische Krone zeigte kein Interesse an der weit von der Hauptstadt entfernt gelegenen Schlossanlage. Die bewegliche Einrichtung und die Kunstkammer wurden zu einem großen Teil nach Kopenhagen verbracht und dort anderen Residenzen zugeführt. Die umfangreiche Bibliothek mit über 10.000 Bänden kam 1749 in die Dänische Königliche Bibliothek.
Gottorf wurde zum Sitz der dänischen Statthalter umfunktioniert, wenngleich es für diesen neuen Zweck reichlich überdimensioniert war. Ab 1731 diente es als Residenz für den Statthalter Friedrich Ernst von Brandenburg-Kulmbach, der jedoch bald das für ihn neu errichtete Schloss Friedrichsruh bevorzugte. 1768 wurde auf dem Schloss der Gottorfer Vertrag ausgehandelt, der die Stadt Hamburg aus der formellen dänischen Oberhoheit entließ. Seine letzte Glanzzeit erlebte das Schloss unter dem Statthalter Karl von Hessen-Kassel, der die Herzogtümer von 1768 bis 1836 verwaltete. Unter dem Landgrafen bestand der Hofstaat noch immer aus mehr als 100 Personen und im Umland der Schlei wurden mit Louisenlund und Carlsburg zwei kleinere Nebenresidenzen errichtet. In dieser Zeit wurde 1818 der spätere dänische König Christian IX., der Schwiegervater Europas, auf Gottorf geboren.

### 19. und 20. Jahrhundert: Kaserne und Kriege

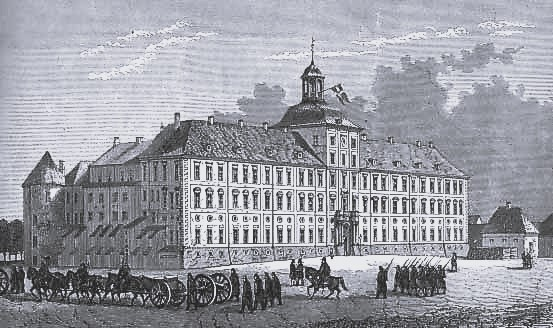
Das Schloss während seiner Zeit als Kaserne, Stich von 1864

Nach dem Krieg von 1848 richteten die Dänen im Schloss erst ein Lazarett und anschließend eine Kaserne ein, um von hier aus effektiver gegen die Aufständischen in Schleswig-Holstein vorgehen zu können. Das Gebäude wurde den neuen Bedürfnissen angepasst, und die Innenräume verloren viel von ihrer einstmals bedeutenden Ausstattung. Die einstigen Paradezimmer und herzoglichen Räume wurden zu Schlaf- und Esssälen umgestaltet. Die Nebengebäude wurden abgerissen und stattdessen umfangreiche Stallungen errichtet, die Verteidigungsanlagen geschleift. Gottorf blieb Kaserne, als es infolge des Zweiten Schleswigschen Krieges 1867 an Preußen ging und behielt diese Funktion bis 1945.
Die Zeit der Weltkriege überstand das Gebäude zwar ohne kriegsbedingte Zerstörungen, doch wurden der Süd- und der Westflügel bei einem Brandunglück 1917 schwer beschädigt. Im Zuge des Kapp-Putsches wurde das Schloss 1920 von Putschisten besetzt, bei darauffolgenden Kämpfen kamen zehn Menschen ums Leben.
Zu Beginn des Jahres 1945 trafen immer mehr Vertriebene aus den Ostgebieten des Deutschen Reiches in Schleswig ein, deren Zahl sich bis zum Sommer auf fast 18.000 erhöhte. Gottorf wurde, wie viele Residenzen des Landes, als vorübergehendes Auffanglager genutzt und mehrere hundert Flüchtlinge im Schloss untergebracht. In der Nachkriegszeit wurde die gesamte Anlage dann ab 1948 den Landesmuseen Schleswig-Holstein zur Verfügung gestellt.

## Heutige Nutzung: Die Museen

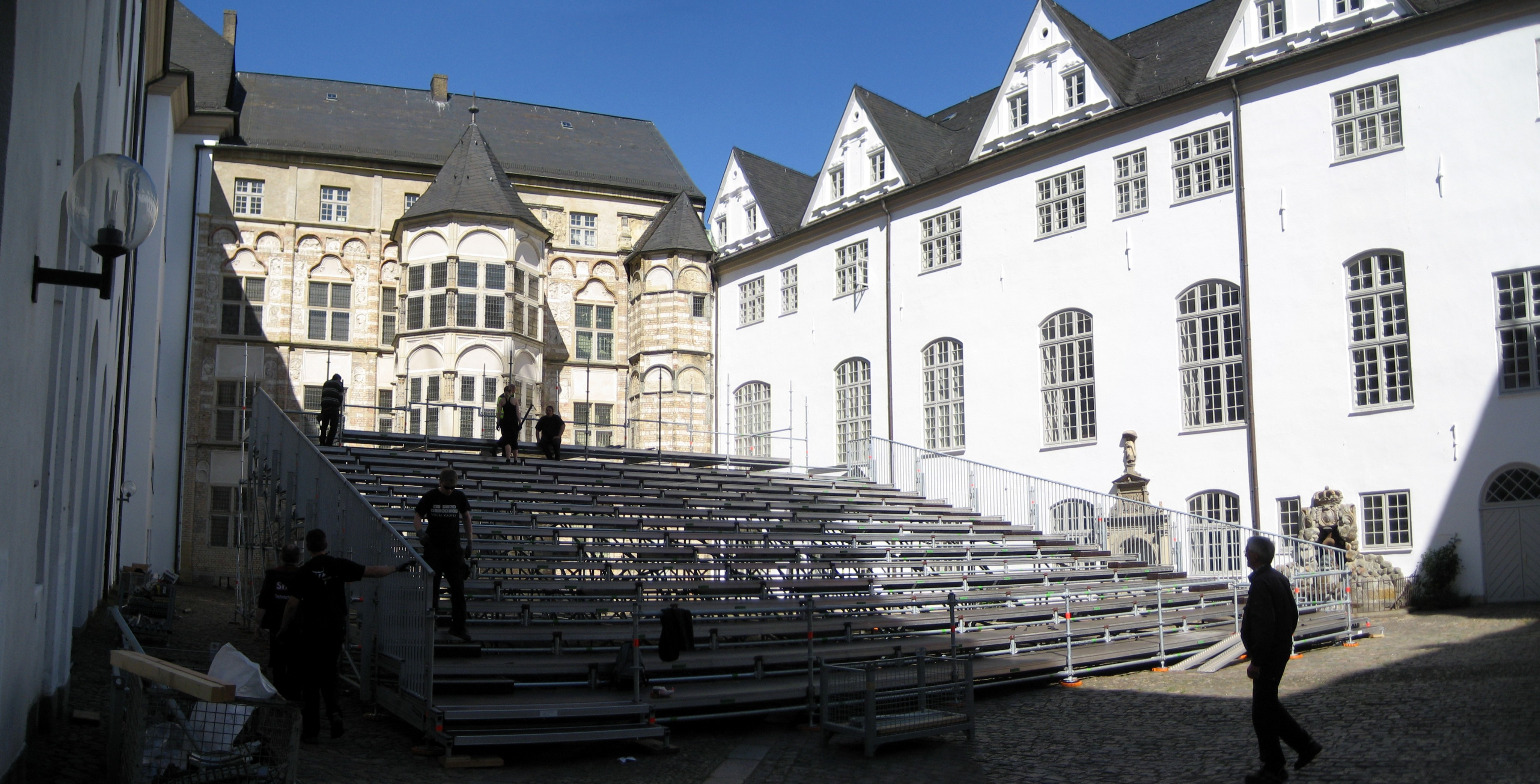
Aufbau einer Veranstaltungstribüne im Innenhof des Schlosses

Das Schloss beherbergt die bedeutendsten Museen Schleswig-Holsteins und ist in eine Vielzahl kultureller Veranstaltungen eingebunden. Neben wechselnden Ausstellungen (auch zeitgenössischer Künstler) finden in unregelmäßigen Abständen Theateraufführungen im Hof sowie Konzerte statt.
Für Besucher sind das gesamte Areal und eine große Anzahl der Innenräume zugänglich. Ein Teil der ursprünglichen Einrichtung des Schlosses ist erhalten und kann im Rahmen der Museumsrundgänge besichtigt werden. Besonders hervorzuheben sind der festliche Hirschsaal von 1591 und die zweigeschossige Renaissance-Kapelle. Das Schloss wird als bedeutendster Profanbau im Land Schleswig-Holstein betrachtet.

### Landesmuseum für Kunst und Kulturgeschichte

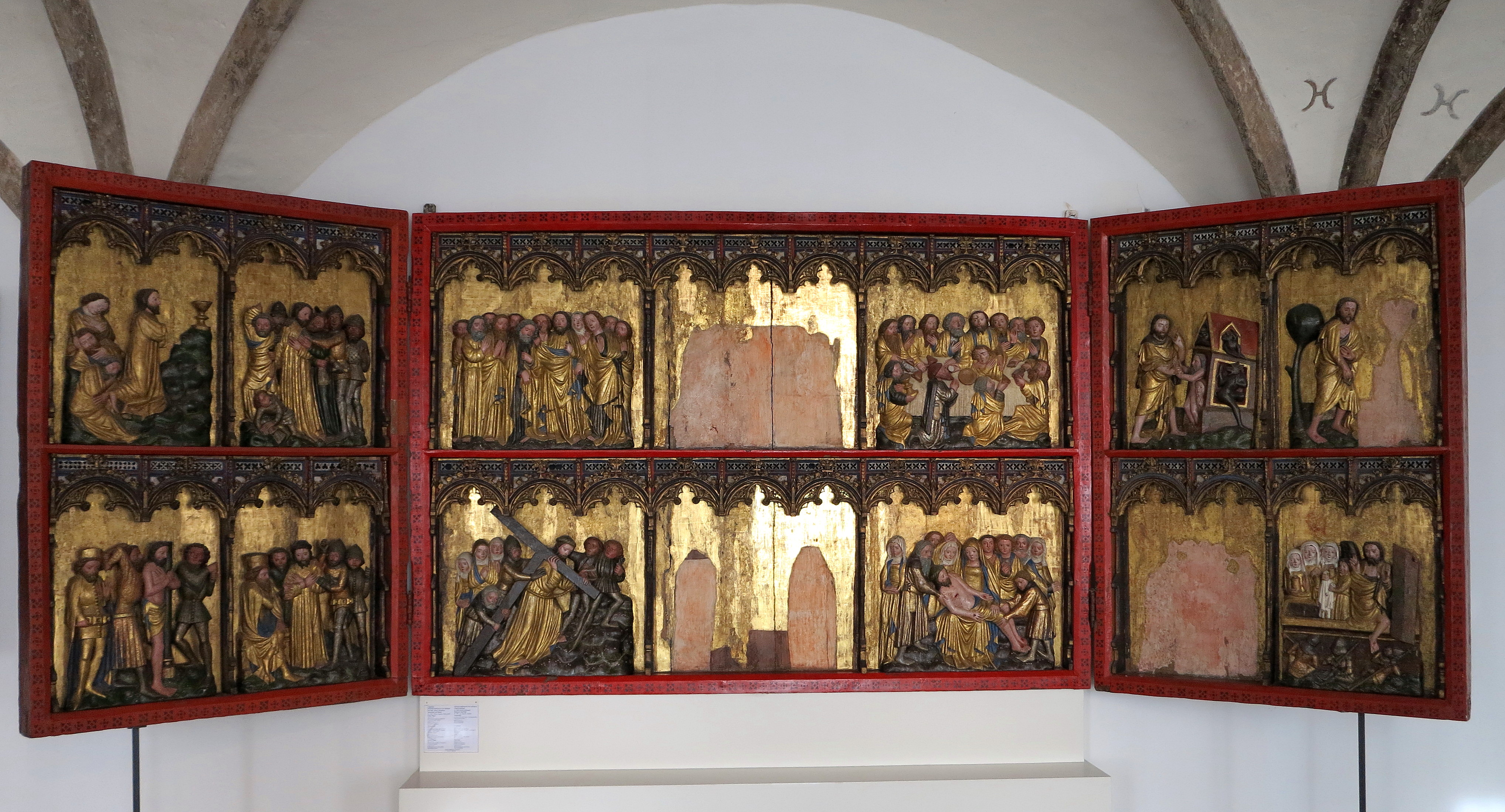
Das Landkirchener Retabel, um 1380, in der Gotischen Halle

Das Landesmuseum für Kunst und Kulturgeschichte ist seit 1948 im Schloss Gottorf untergebracht. Seine bedeutenden Sammlungen reichen vom hohen Mittelalter über die Moderne bis zur Kunst der Gegenwart.

### Archäologisches Landesmuseum

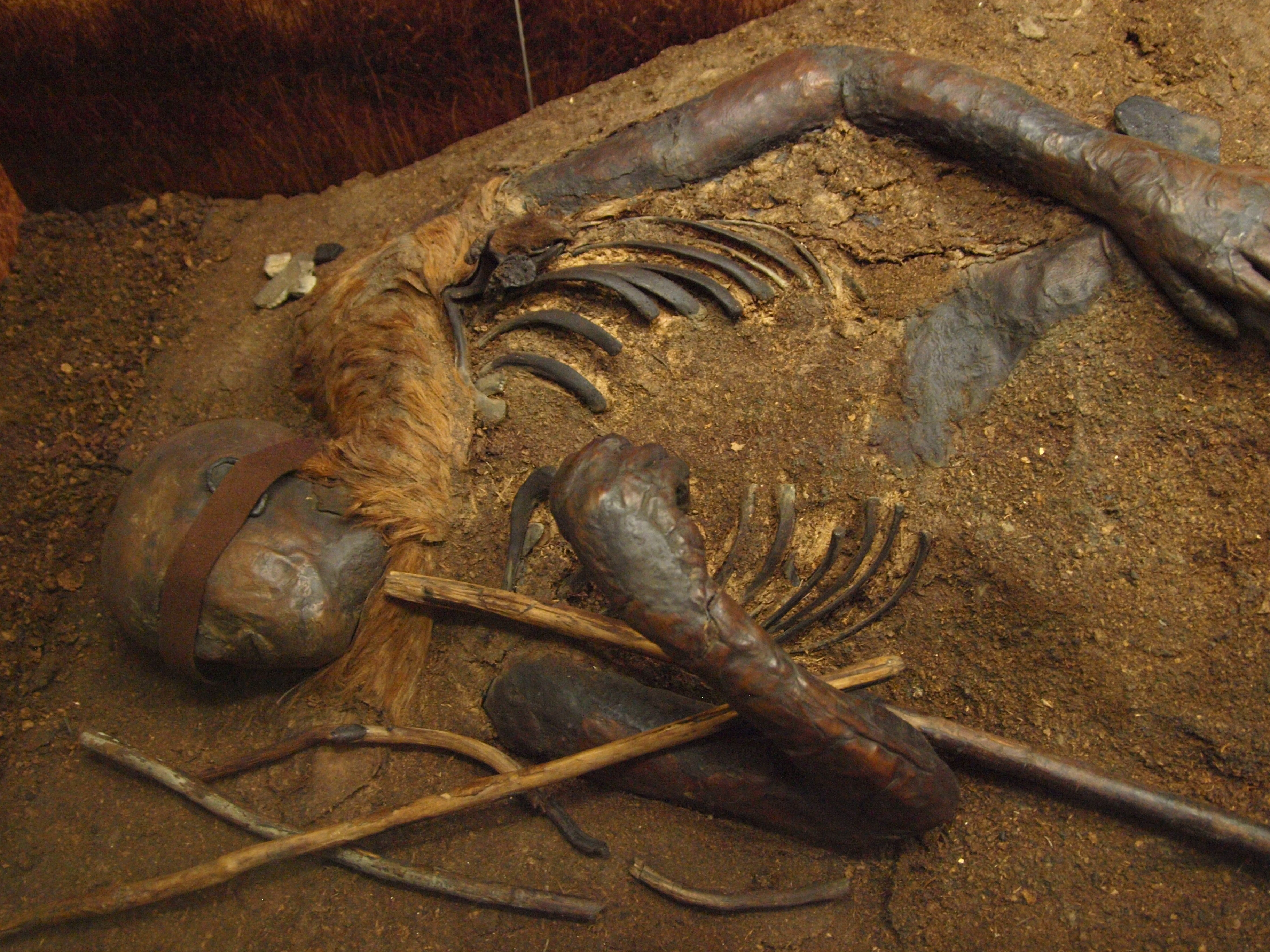
Die Moorleiche Windeby I im Archäologischen Landesmuseum

Die Sammlungen des Archäologischen Landesmuseums mit über drei Millionen Fundstücken führen durch die Geschichte Nordeuropas von der Steinzeit bis ins hohe Mittelalter. Sie gehören zu den größten Sammlungen dieser Art in Europa. Das Museum wurde aus den zusammengeführten Beständen des ehemaligen Museums vaterländischer Alterthümer in Kiel und der Flensburger Sammlung (Flensborgsamlingen) Helvig Conrad Engelhardts 1836 gegründet. Die ältesten Gegenstände wurden vor etwa 120.000 Jahren vom Neandertaler aus Stein gefertigt. Feuersteinwerkzeuge, Waffen und Keramik geben Zeugnis vom langen Weg des Menschen von den Jägern und Sammlern der Altsteinzeit bis zu den Bauern der Jungsteinzeit.
Einige der kostbarsten Objekte sind Gefäße aus Gold, Dolche und Schwerter aus Bronze sowie Schmuck- und Gebrauchsgegenstände wie die Fibel von Meldorf. Aus der Eisenzeit sind in Schleswig-Holstein annähernd 30.000 Grabfunde bekannt. Untersuchungen an den Gräbern ermöglichen erstmals ein genaueres Bild vom Aufbau der Gesellschaft im heutigen Schleswig-Holstein in den Jahrhunderten um die Zeitenwende. Zu den bekanntesten Exponaten des Museums zählen die Moorleichen, wie beispielsweise die Moorleiche von Windeby und der Mann von Windeby.

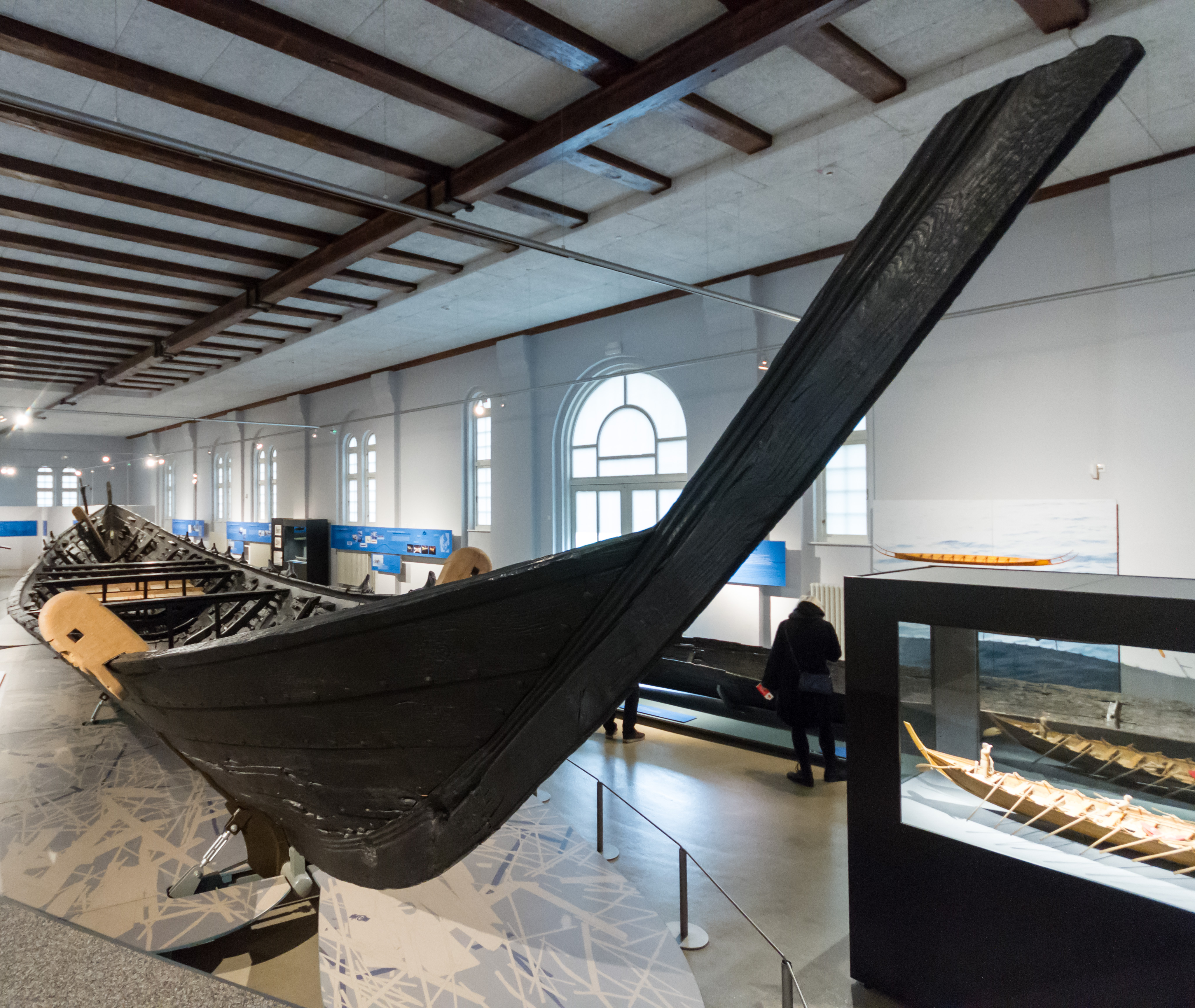
Das Nydamboot

In der Nydamhalle, dem ehemaligen Exerzierhaus neben dem Westflügel des Schlosses, liegt seit Ende des Zweiten Weltkriegs ein Exponat von internationaler Bedeutung: das 23 Meter lange, im Nydammoor bei Sonderburg gefundene Nydam-Schiff, das um 320 n. Chr. gebaut wurde. Es war während des Krieges aus Kiel ausgelagert worden und blieb seither in Schleswig. Das Boot, ein einzigartiges Artefakt der Spätantike, wurde nach dem Ersten und Zweiten Weltkrieg vergeblich von dänischer Seite zurückgefordert.
Im Mai 2013 präsentierte das Landesmuseum anlässlich seiner Entdeckung vor 150 Jahren eine Ausstellung rund um die Geschichte und Bedeutung des Exponats. Die bis dahin in der Nydamhalle gezeigten antiken Funde aus dem Thorsberger Moor und dem Nydamer Moor aus dem 3. und 4. Jahrhundert n. Chr. werden seitdem im Schloss präsentiert. Diese Funde gehören zu den eindrucksvollsten archäologischen Zeugnissen des Landes und Nordeuropas. Militärausrüstung, Pferdegeschirr, Alltagsausstattung und Kleidung zeichnen ein anschauliches Bild von den Germanen des Nordens.
Die Ausstellung Dorf – Burg – Kirche – Stadt zeigt archäologische Funde zur Geschichte Schleswig-Holsteins im Mittelalter. Seit 1995 umfasst das Archäologische Landesmuseum auch die Völkerkundlichen Sammlungen der Universität Kiel. Gezeigt werden unter anderem Ausstellungen zu den japanischen Samurai und zum nordeuropäischen Volk der Samen.

### Außenstellen
Weitere Museen in Schleswig, Büdelsdorf und Rendsburg sowie das Wikinger Museum Haithabu und das Kloster Cismar werden als Dependancen von der im Schloss angesiedelten Stiftung Schleswig-Holsteinische Landesmuseen betreut. Die frühere volkskundliche Gerätesammlung des Landesmuseums ist 1995 in ein eigenes Museumsgebäude umgezogen. Das Volkskunde Museum Schleswig befand sich bis 2014 etwa einen Kilometer vom Schloss Gottorf entfernt auf dem Schleswiger Hesterberg, unweit von Globushaus und Barockgarten. Nach der Aufnahme des Freilichtmuseums Molfsee in die Stiftung Schleswig-Holsteinische Landesmuseen fusionierte dieses mit dem Volkskundemuseum in Schleswig, das daraufhin geschlossen wurde. Der alte Museumsstandort auf dem Hesterberg wird gegenwärtig zu einem Zentraldepot der Stiftung umgebaut, während für die Ausstellungen des Volkskundemuseums das Jahr100Haus, ein gleichzeitig als Eingangsgebäude dienender Ausstellungsbau, in Molfsee bei Kiel entstanden ist und 2021 eröffnet wurde.

## Baulichkeiten

### Das Schlossgebäude
Das Schloss wuchs aus einer Vielzahl einzelner Bauphasen zu seiner heutigen Form. Dabei wurden einzelne Gebäudeteile immer wieder erweitert und ausgebaut oder abgebrochen und erneuert. Aus einer ersten Burg mit zum Teil noch solitär stehenden Häusern entwickelte sich langsam eine prächtige Renaissancefestung, die Ende des 17. Jahrhunderts teilweise zu einer großen barocken Residenz umgestaltet wurde.

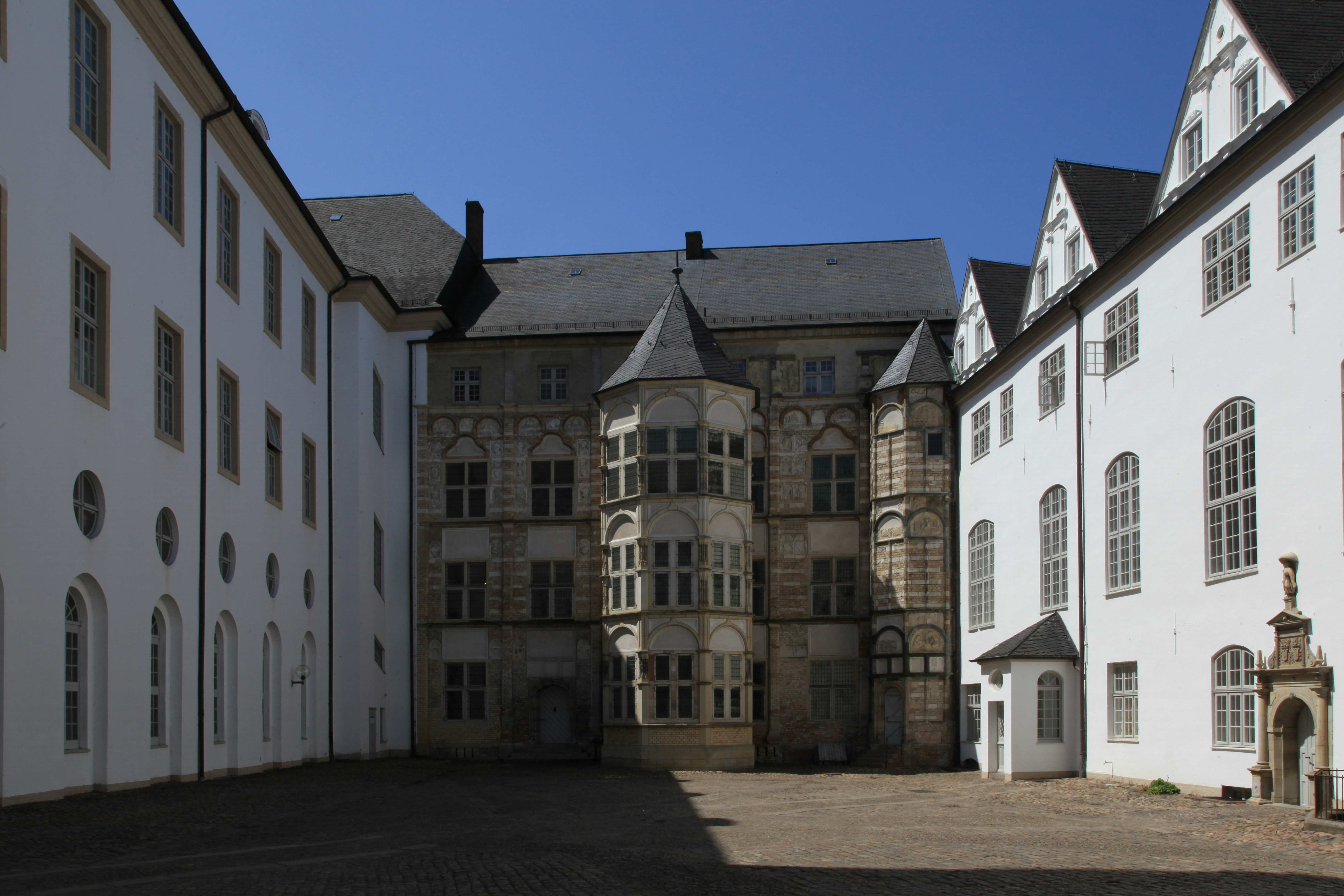
Blick in den Hof des Schlosses: links der Süd-, in der Mitte der West- und rechts der Nordflügel

Das Schloss bildet eine unregelmäßige vierflügelige Anlage um einen Hof; der Grundriss ähnelt einem großen P. Die gegenwärtige Gestalt des Baus mit zum Teil sehr nüchternen Wandflächen an den nördlichen Gebäuden und in den Raumfluchten ist auf die Umbaumaßnahmen des 19. Jahrhunderts zurückzuführen, nach denen das Schloss nur noch als Kaserne genutzt wurde.

#### Der Westflügel
Der Westflügel wurde ab 1530 errichtet, die Arbeiten wurden durch die Grafenfehde unterbrochen und um 1538 vollendet. Er bildet heute den ältesten sichtbaren Baubestand des Schlosses, ursprünglich war er ein freistehender Bau, der erst im Laufe der Schlosserweiterungen mit den übrigen Gebäuden verbunden wurde. Der Westflügel bestand einst aus vier längsseitig verbundenen Einzelhäusern, die, ähnlich wie im Schloss Glücksburg, typisch für höfische Architektur der Renaissancezeit in Schleswig und Holstein waren. Die Hoffassaden des Westflügels waren ursprünglich übergiebelt, die heute sandsteinfarbenen Flächen der Wände waren weiß getüncht und die Dekorationselemente mit kontrastreichen Farben versehen. Der einstmals prächtigste Bau der Festung wurde seit dem 19. Jahrhundert mehrfach vereinfacht und die einst zahlreichen Baudetails nach und nach entfernt. Die Fassade, wie sie sich gegenwärtig zeigt, ist das Ergebnis einer Rekonstruktion vom Ende des 20. Jahrhunderts. Der Flügel enthielt einst die Wohnräume des dänischen Königs, der als Laterne bezeichnete turmartige Erker zum Innenhof kleine Schreibstuben. Der heutige Erkerbau ist eine Rekonstruktion, das Original wurde 1872 durch eine Explosion des dort gelagerten Pulvers zerstört.
Nachdem das Gebäude wegen eines unruhigen Baugrundes abzusinken begonnen hatte, wurde die Außenwand mit den bis heute erhaltenen Stützpfeilern abgesichert. Die einzelnen Satteldächer wurden im 19. Jahrhundert entfernt und gegen eine große, zusammenhängende Dachfläche ersetzt. An der Außenfassade des Westflügels lässt sich gut der Übergang vom mittelalterlichen Bau zum moderneren Südflügel erkennen.
Der Wehrturm, welcher den äußeren Winkel zwischen West- und Nordflügel markiert, stammt aus dem Jahr 1540. Der Bau war ehemals ein freistehender Verteidigungsturm der früheren Burg. Ursprünglich nicht als Wohnturm konzipiert, wurde er erst im Laufe der ständigen Erweiterungen mit dem Schlossbau verbunden. Da das Untergeschoss des Turms der benachbarten Küche im Nordflügel für die Fleischzubereitung diente, wurde er auch als Schlachterturm bezeichnet.

#### Der Nordflügel

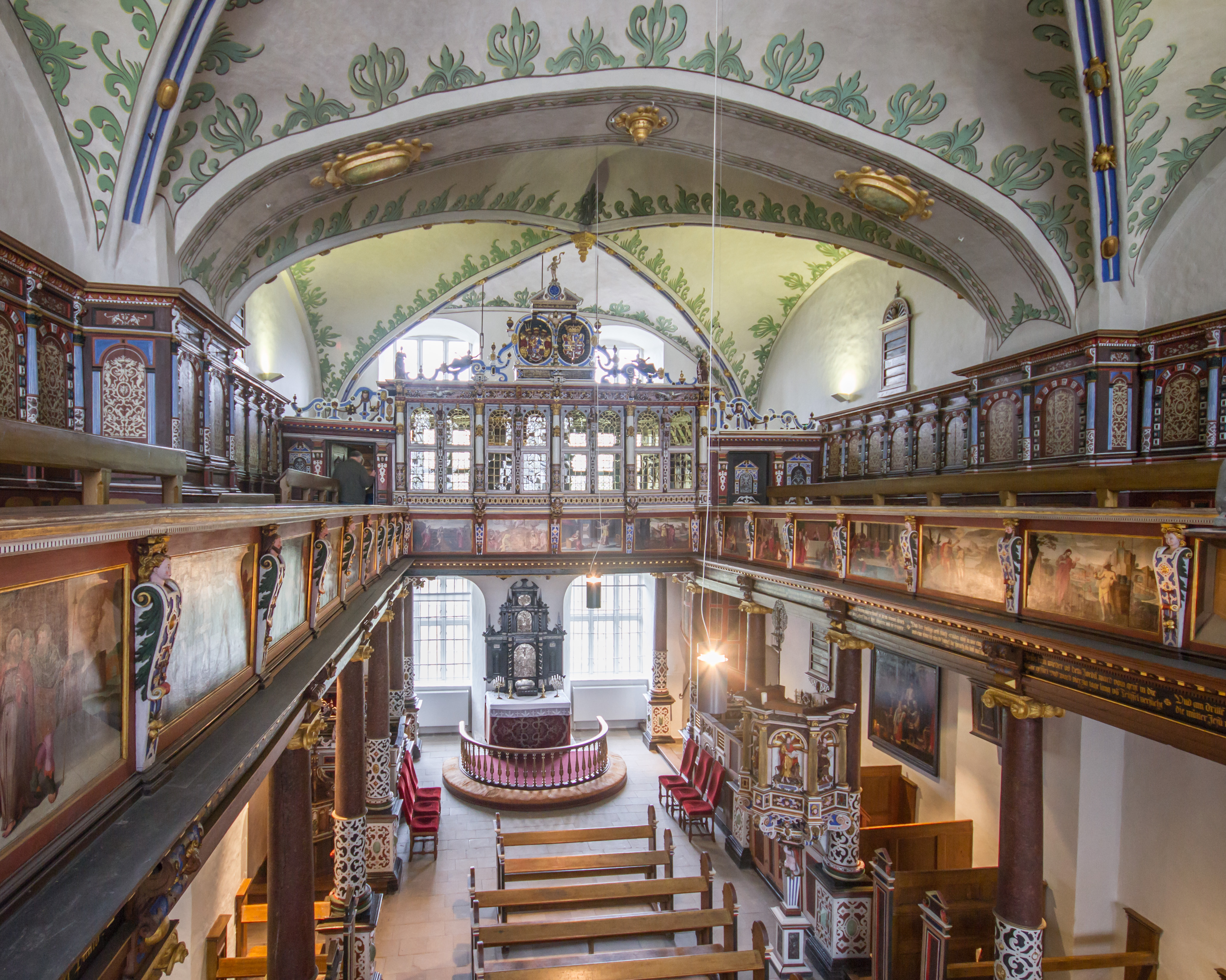
Blick zur Nordwand der Schlosskapelle mit der Betstube über dem Altar

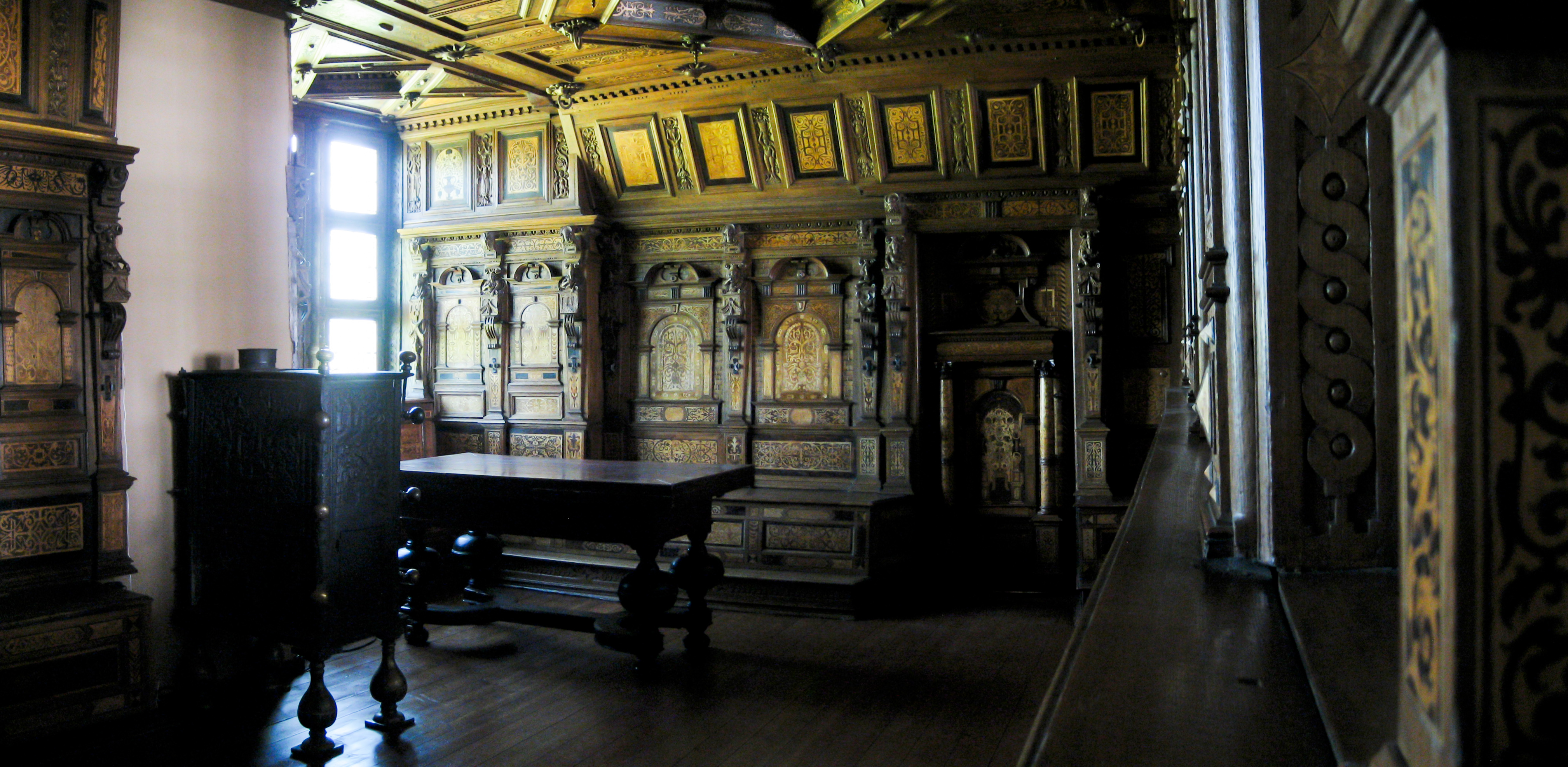
Vertäfelter und beheizbarer Innenraum der Patronatsloge (Betstube)

Die ältesten Bauteile befinden sich heute unter dem Nordflügel, der zum Teil noch auf Mauern und Fundamenten der ersten Burg ruht. Der Nordflügel selbst stammt vom Ende des 16. Jahrhunderts und wurde von Herzog Adolf I. in Auftrag gegeben. Der Bau ist jünger als der Westflügel und war damals auch moderner ausgestattet.
Die Giebelreihen, die sich zum Hof und auch zur Gartenseite zeigen, waren einst mit prächtigen Renaissancedekorationen versehen. Eine Vorstellung ihrer früheren Gestalt bieten heute beispielsweise die ähnlich gestalteten Giebel des Schlosses Ahrensburg. In der Hoffassade des Nordflügels haben sich schmuckvolle Renaissanceportale und ein Springbrunnen aus der Zeit Christians III. erhalten. Die ausgedehnte Gartenfassade des Baus in Richtung des Neuwerks ist heute nahezu schmucklos. Zwischen den Fensterreihen befinden sich breite, geschossübergreifende Pfeiler, welche einstmals die Abtritte der verschiedenen Stockwerke enthielten.
Im Nordflügel befinden sich die besterhaltenen Räume des Schlosses. Bemerkenswert sind der Weiße Saal und der Blaue Saal, welche mit feinen Stuckaturen dekoriert sind, sowie der mit Jagdmotiven geschmückte, festliche Hirschsaal. Im Nordflügel ist außerdem seit 1590 die Schlosskapelle eingerichtet. Der prächtig ausgestattete Raum wurde nach dem Vorbild der Kapelle im Sonderburger Schloss gestaltet und ist seit der Renaissance nahezu unverändert erhalten. Bedeutendes Schaustück darin ist die Betstube – eine mit Täfelungen kostbar ausgestattete, heizbare Loge für den Schlossherrn, die 1612 über dem Altar eingerichtet wurde. Hirschsaal, Kapelle und Betstube wurden von 2006 bis 2007 umfassend restauriert.
Gleichfalls in der Schlosskapelle befindet sich an der dem Altar gegenüberliegenden Emporenbrüstung eine von Mads Kjeersgard 1997–2004 rekonstruierte Renaissanceorgel im originalen historischen Gehäuse. Deren Oberwerksprospekt stammt noch aus der Vorgängerkapelle und wurde dort 1567 von Johann von Groningen erschaffen. Gottschalk Burchert übertrug ihn 1591 in die jetzige Kapelle und fügte 1625 noch ein Unterpositiv hinzu. Bei der Rekonstruktion wurde das 1725 von Hinrich Wiese hinzugefügte angehängte Pedal wieder entfernt, so dass die Orgel heute – bei mechanischer Spiel- und Registertraktur – über 18 Register (darunter fünf halbe) auf zwei Manualen verfügt.

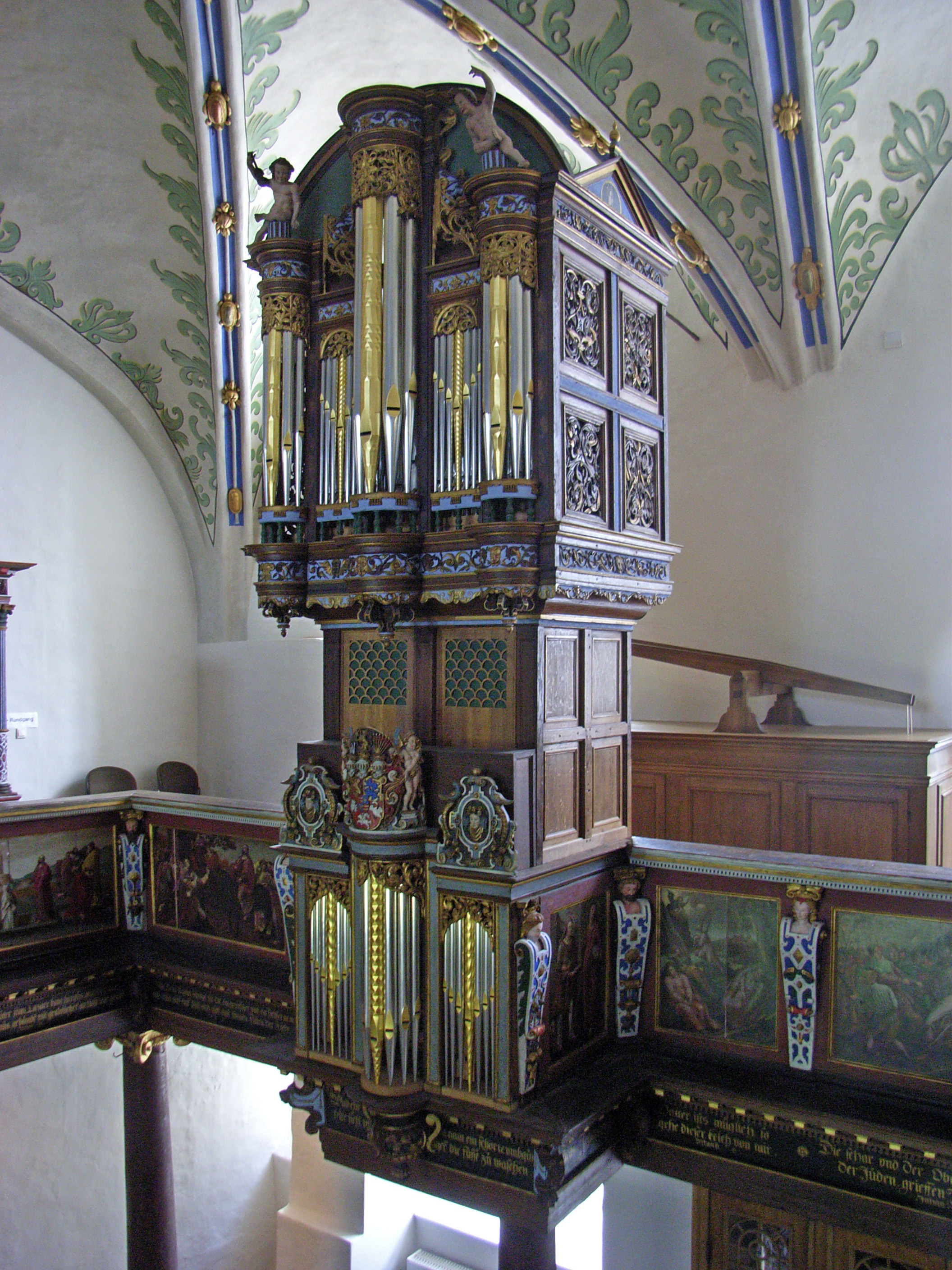
Mads-Kjersgaard-Orgel von 1997–2004 in Schleswig, Schloss Gottorf, Schlosskapelle

| I Oberwerk CDEFGA–c3 |                         |     |
| 1.                   | Principal               | 8′  |
| 2.                   | Gedact                  | 8′  |
| 3.                   | Præstant (im Prospekt)0 | 4′  |
| 4.                   | SpielFlöite (Bass)      | 4′  |
| 5.                   | QuerPfeiffe (Diskant)   | 4′  |
| 6.                   | Nasat                   | 3′  |
| 7.                   | SvperOctava             | 2′  |
| 8.                   | Mixtvr III              |     |
| 9.                   | Krummhorn               | 16′ |
| 10.                  | Dvlcian                 | 8   |

| II Unterpositiv CDE–c3 |                                   |    |
| 11.                    | Qvintadena                        | 8′ |
| 12.                    | Qvintadena (Bass)                 | 8′ |
| 13.                    | Gemßhorn (Diskant, ab a0)         | 8′ |
| 14.                    | OffenFlöite (im Prospekt)         | 4′ |
| 15.                    | SvperRohrflötlin                  | 2′ |
| 16.                    | Sedecima                          | 1′ |
| 17.                    | Sexqvialtera II (Diskant, ab a0)0 |    |
| 18.                    | GeigenRegal                       | 4′ |

- Koppel:
  - Normalkoppel: II/I

#### Der Ostflügel

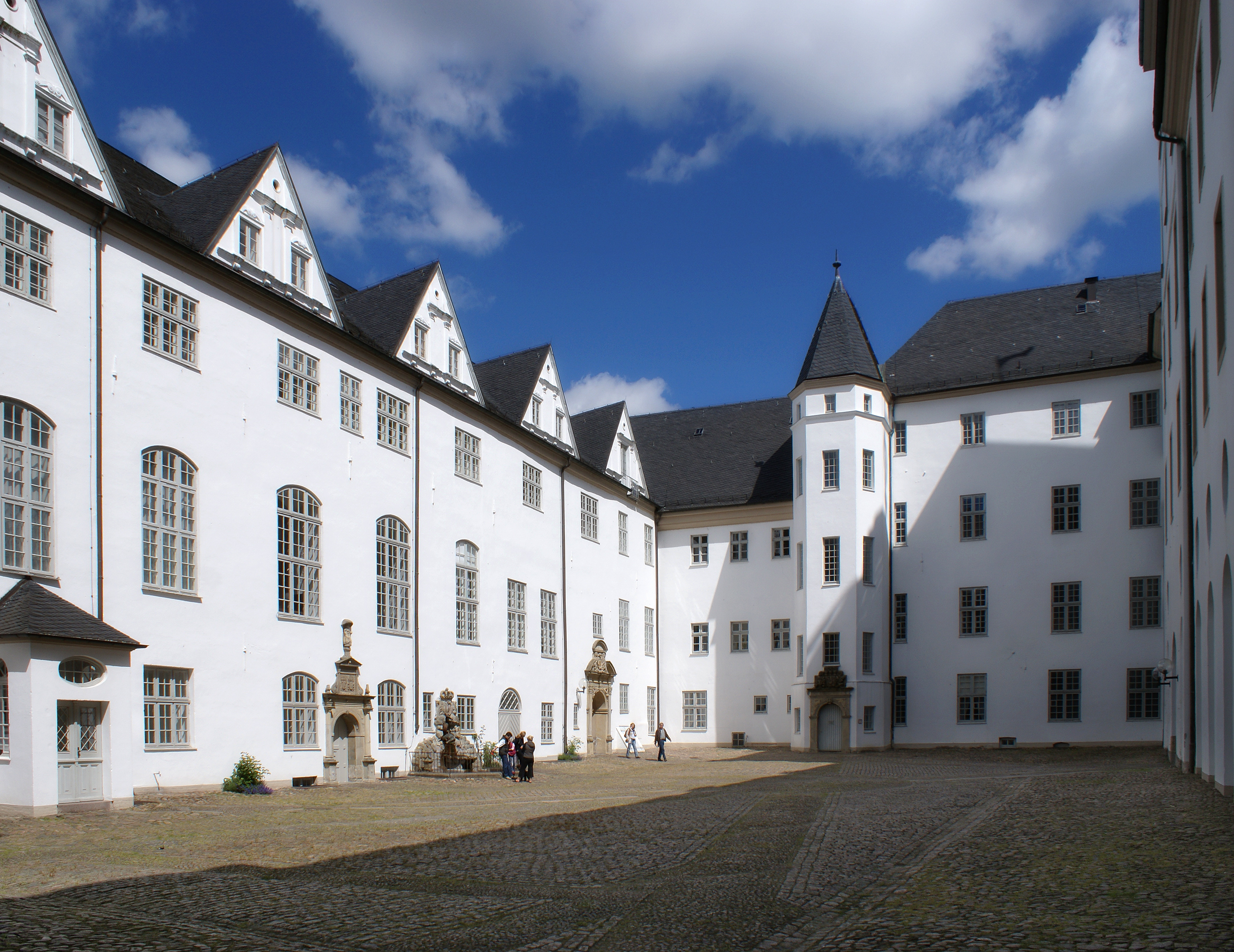
Die Hoffassaden des Nordflügels (links) und des Ostflügels mit dem Treppenturm von 1664

Der Ostflügel ist der kleinste Gebäuderiegel des Schlosses. Er bildet die Verbindung zwischen Süd- und Nordflügel und besteht aus zwei Gebäudeteilen aus den Jahren 1564 bis 1565. Wie im Nordflügel verbergen sich hier noch Fundamente der früheren Burg. Zum Hof hin, der hier einst mit offenen Arkaden versehen war, hat sich ein Treppenturm von 1664 erhalten. Im Inneren des Gebäudes wurden Überreste einer Hypokaustenanlage gefunden.
Der einstige Bauschmuck des Ostflügels ist während der Kasernenzeit nahezu vollständig entfernt worden, so dass besonders die nördliche Außenwand des Baus zusammen mit der Wandfläche des Nordflügels auf heutige Betrachter einen etwas ungeordneten Eindruck macht.

#### Der Südflügel

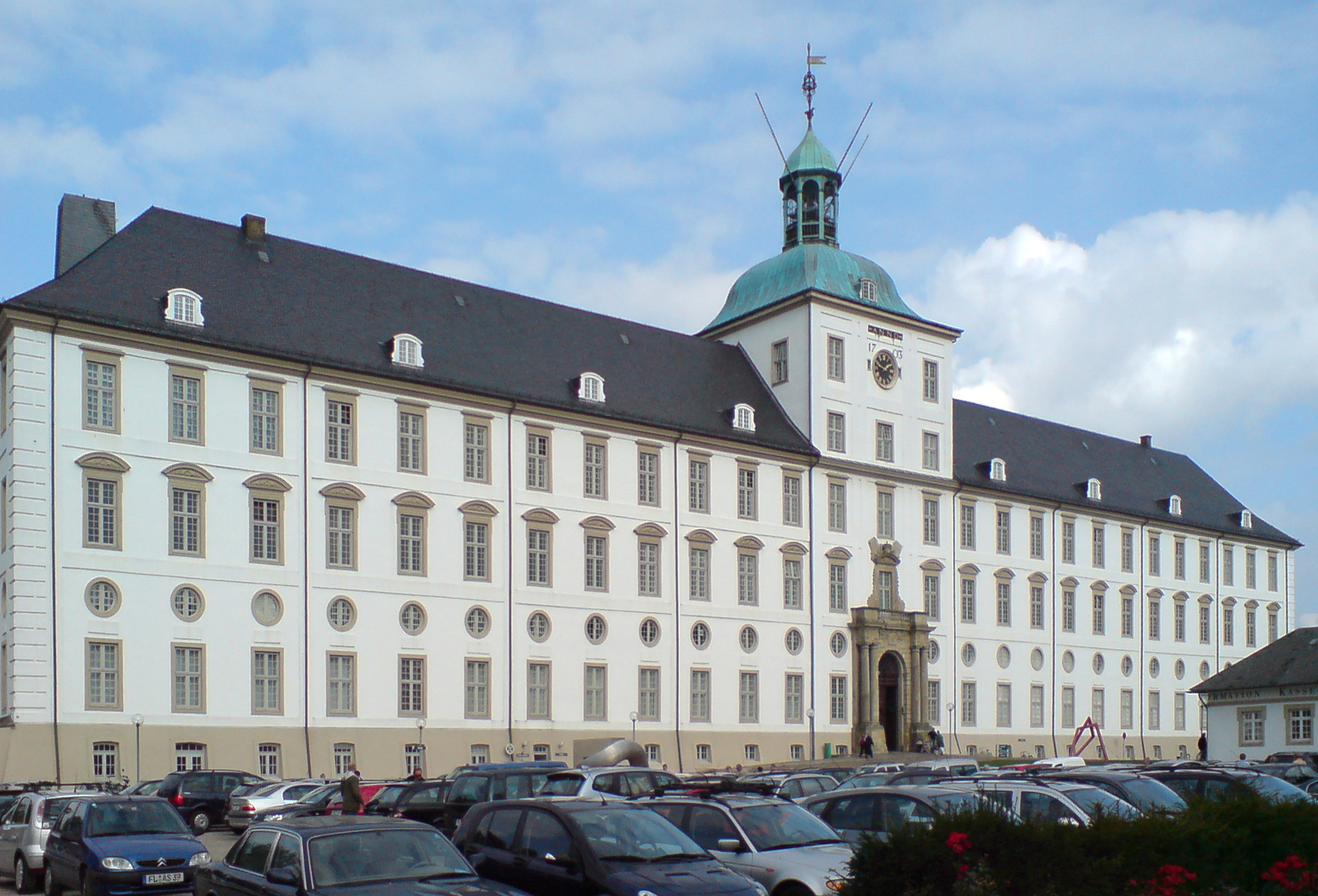
Der barocke Südflügel bildet den jüngsten Abschnitt des Schlosses

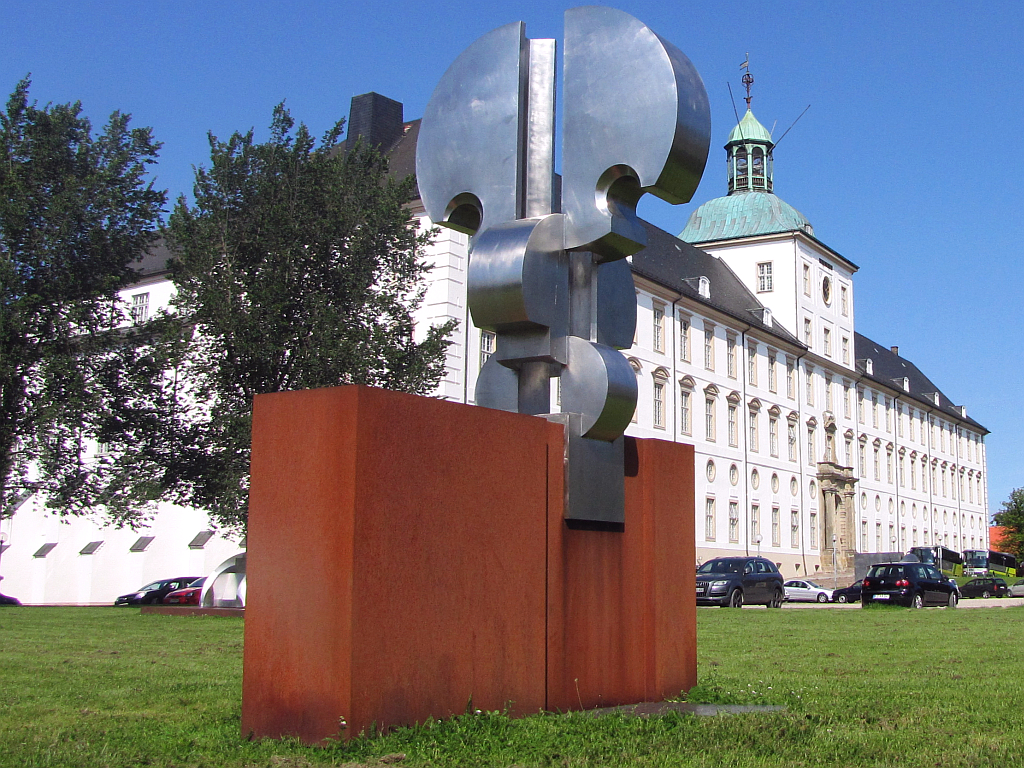
Skulptur am Südflügel
(Großer Mauerreiter von J. Pfab)

Der Südflügel bietet die bekannteste Ansicht des größten Schlosses in Schleswig-Holstein.
Die heutige Zufahrt über den Schlosshof war bis in das 17. Jahrhundert mit einem Torhaus und einem Galeriebau versehen, welche stilistisch dem damaligen Renaissanceschloss entsprachen. Der heutige Mittelturm der Hauptfassade war während der Zeit der Burg der südöstliche und größte Eckturm der Schlossanlage.
Bereits Herzog Christian Albrecht plante eine Umgestaltung des Schlosses und ließ sich von Nicodemus Tessin d. J. beraten. Dieser hatte sich von 1687 bis 1692 wiederholt auf dem Schloss aufgehalten. Begonnen wurden die Umbauten erst 1697 unter Herzog Friedrich IV. Die Bauleitung übernahm Domenico Pelli, ausführender Architekt war der Hofbaumeister Johann Hinrich Böhme, der sich an Tessins Entwürfen orientierte. Der schwedische Einfluss ist unverkennbar, die Bauproportionen ähneln zum Beispiel Schloss Vadstena und die strengen Fassaden finden sich am Stockholmer Schloss, ebenfalls ein Werk Tessins, wieder.
Die alte Bausubstanz des Südflügels wurde zum Großteil niedergelegt und der Neubau auf annähernd die doppelte Größe erweitert. Das Werk ging in zwei Abschnitten voran, die linke Hälfte über dem Altbau wurde zuerst fertig gestellt, der rechte, neue Flügel, danach. Im Erdgeschoss des Gebäudes blieb ein bedeutender, aus einer früheren Bauphase stammender gotischer Saal erhalten – die sogenannte Königshalle – in dem sich im 17. Jahrhundert die Bibliothek und die Kunstkammer des Schlosses befanden.
Die Hoffläche wurde verkleinert und der Hoffassade des Südflügels große Korridore vorangestellt, welche die neuen en filade gereihten Räume zusätzlich verbanden. Beides war eine Neuerung im Schloss, das bis zu diesem Zeitpunkt immer nur nach Bedarf erweitert wurde und deswegen einen sehr unregelmäßigen Grundriss und kaum strukturelle Ordnung besaß. Der einstige Eckturm wurde zum turmartigen Mittelrisalit mit dem Hauptportal umgebildet. Im Turm war ein zeitgemäßes, großzügiges Treppenhaus installiert worden, das bei den Umbauarbeiten zur Kaserne im 19. Jahrhundert bis zur Unkenntlichkeit verändert wurde. Die Fassade erhielt nach barocker Art symmetrische Fensterreihen. Das mit runden Fenstern versehene erste Mezzaningeschoss war für Verwaltungs- und Bedienstetenzimmer vorgesehen, darüber liegt im zweiten Stockwerk die eigentliche Beletage mit den Räumen des Herzogs, deren Fenster auf der gesamten Breite der Fassade mit Segmentgiebeln geschmückt sind. Das oberste Stockwerk war für die Zimmerfluchten der Herzogin vorgesehen. Nach der Fertigstellung war der Bau ursprünglich in einem hellen Rot und die architektonischen Details grau gestrichen. Den heutigen weißen Anstrich erhielt das Gebäude Ende des 18. Jahrhunderts.
Der Südflügel überragt durch seine Größe die annähernd rechteckige Grundfläche der einstigen Festung. Auf seiner überstehenden Rückseite befindet sich eine fensterlose Wandfläche, welche wahrscheinlich als Übergang zu einem neuen Ostflügel vorerst ungestaltet blieb. Die Ereignisse von 1713 setzten weiteren Bauvorhaben jedoch ein Ende.

### Die Schlossinsel

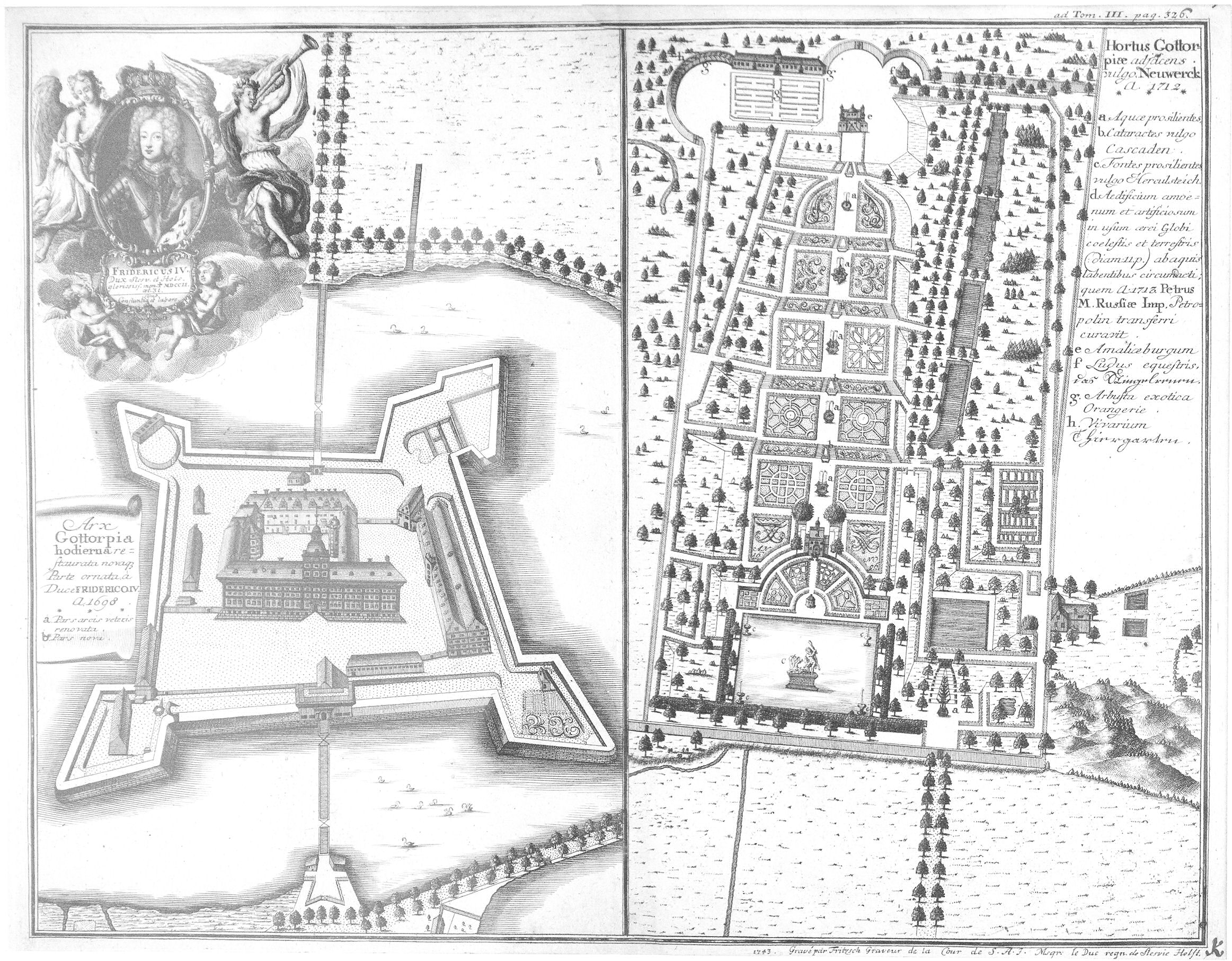
Übersichtsplan des Neuwerkgartens und der Schlossinsel mit ihren Befestigungsanlagen, Stich von 1743

Die Schlossinsel ist natürlichen Ursprungs, der sie umgebende Burgsee war bis 1582 mit der Schlei verbunden, wurde dann aber durch einen Damm von dieser abgetrennt. Die Insel verfügte seit dem Mittelalter über wehrhafte Mauerringe und erhielt in der Renaissance einen Schild aus mächtigen Wällen, die von vier Bastionen an den Ecken geschützt wurden. Das Baumaterial stammte zum Teil von Schleswiger Kirchen, die während der Reformation abgebrochen wurden. Ein Damm verband die Insel mit den außerhalb des Festungsgeländes liegenden Gärten. Die Wehranlagen wurden ab 1842 abgebrochen, dabei wurden die Erdmassen der Wälle dazu genutzt, die Fläche der Insel zu vergrößern.
Östlich des Schlosses befanden sich die umfangreichen, in Form eines Doppelhauses gestalteten Marställe für die Pferde und Wagen der herzoglichen Familie und anderer Würdenträger. Mehrere hundert Tiere wurden hier einst versorgt. Weitere Stallgebäude für rangniedrigere Mitglieder des Hofstaats waren außerhalb der Schlossinsel beim Alten Garten vorhanden, woran dort bis heute der Straßenname Herrenstall erinnert. Außerdem gab es auf der Insel ein Ballhaus und ein Gehege, in dem Bären zur Schau gestellt wurden.
Auf der Schlossinsel befindet sich noch immer eine große Anzahl von Nebengebäuden. Die ehemaligen Remisen und Reithallen, die heute zu sehen sind, stammen sämtlich aus der Kasernenzeit des Schlosses. Sie werden von den musealen Einrichtungen der Insel genutzt. Dem Hauptportal gegenüber stehen ein Wach- und ein Arresthaus, welche die Museumskasse und den Souvenirshop aufgenommen haben. Südlich der Hauptfassade steht das Haus der Kommandantur, ein Bau vom Beginn des 20. Jahrhunderts, der als Wohnhaus der Kommandanten der Kaserne diente.

### Bildhauerwerkstatt
Seit den 1980er Jahren befindet sich auf der Schlossinsel eine originalgetreue Rauminstallation der Bildhauerwerkstatt des Bildhauers Hans Wimmer. Zum 100. Geburtstag des Künstlers im Jahr 2007 wurde ein eigenes Gebäude mit einer originalen Atelierwand im Gottorfer Schlossgelände errichtet.

## Gärten

### Der Neuwerkgarten und das Globushaus

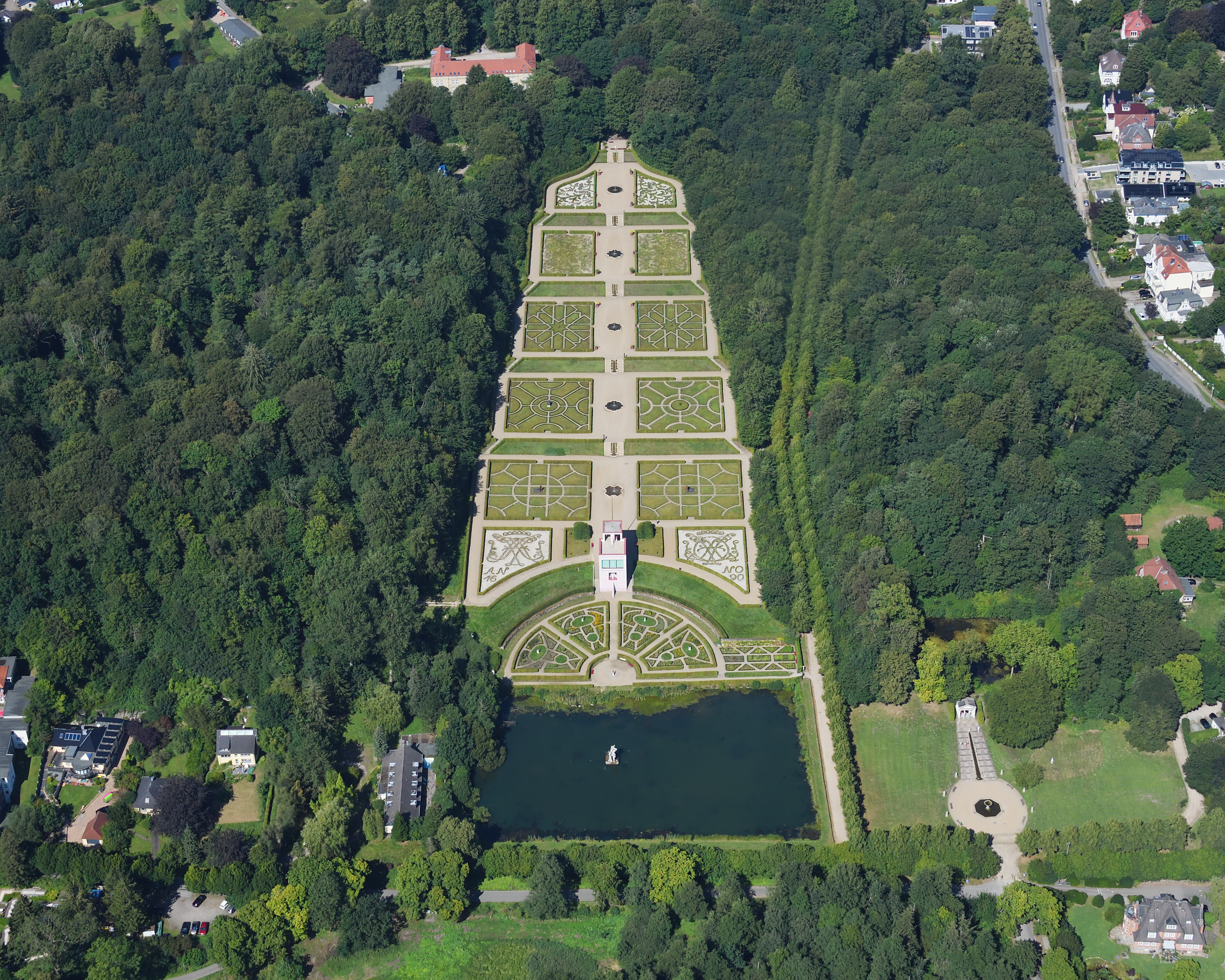
Luftbild des Neuwerkgartens

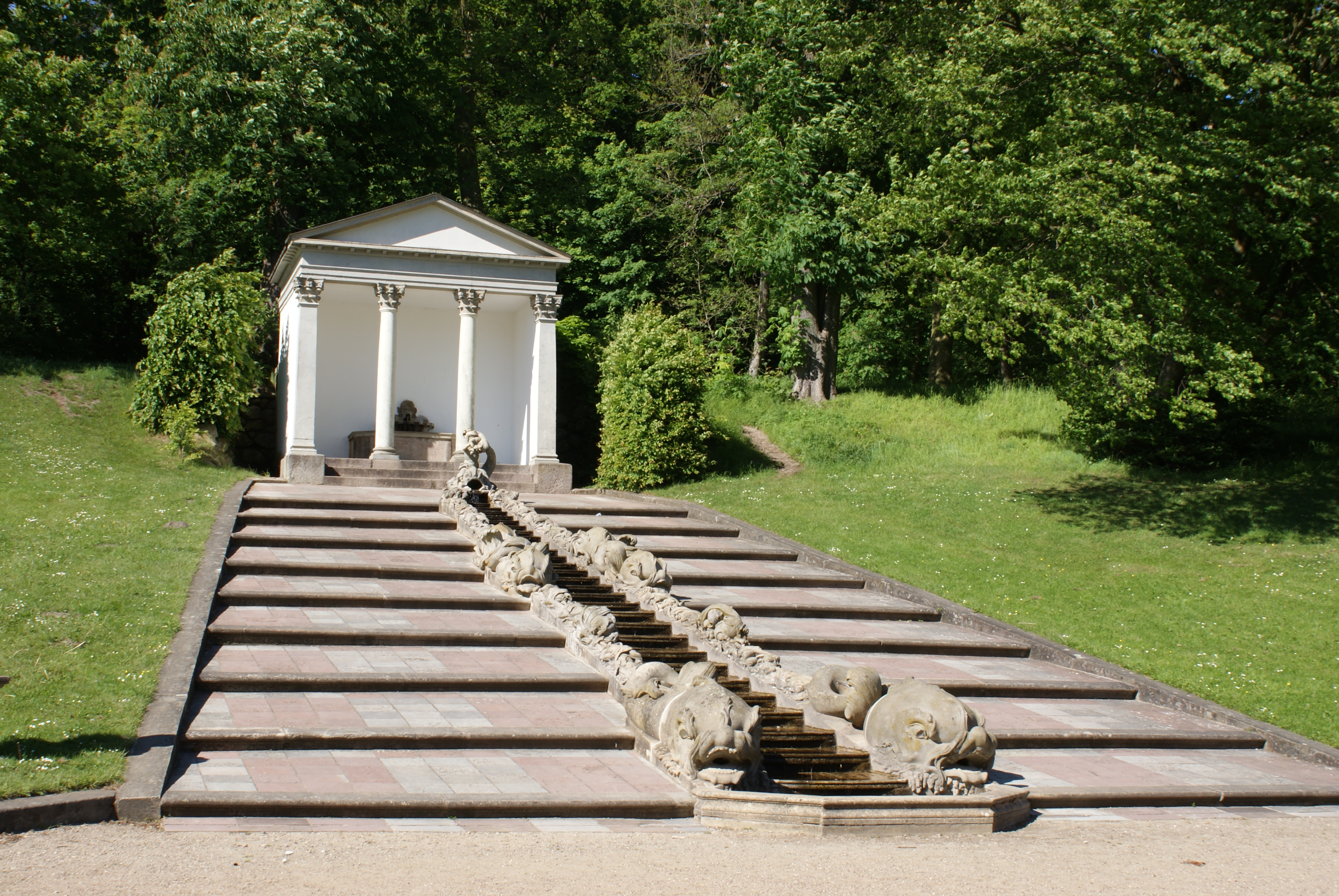
Die Kleine Kaskade und der Tempel im Neuwerkgarten

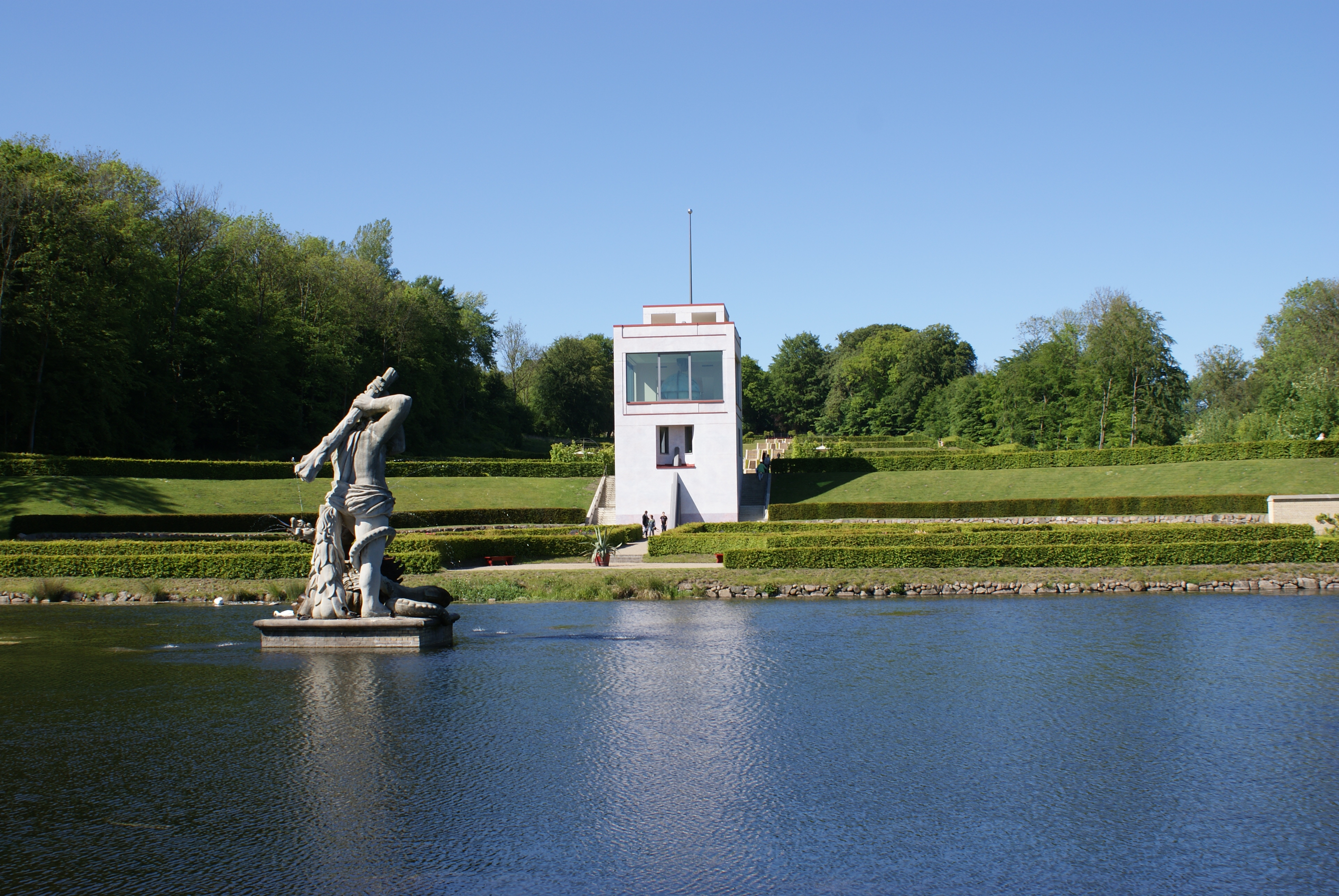
Der Spiegelteich mit dem Herkules und dem neuen Globushaus

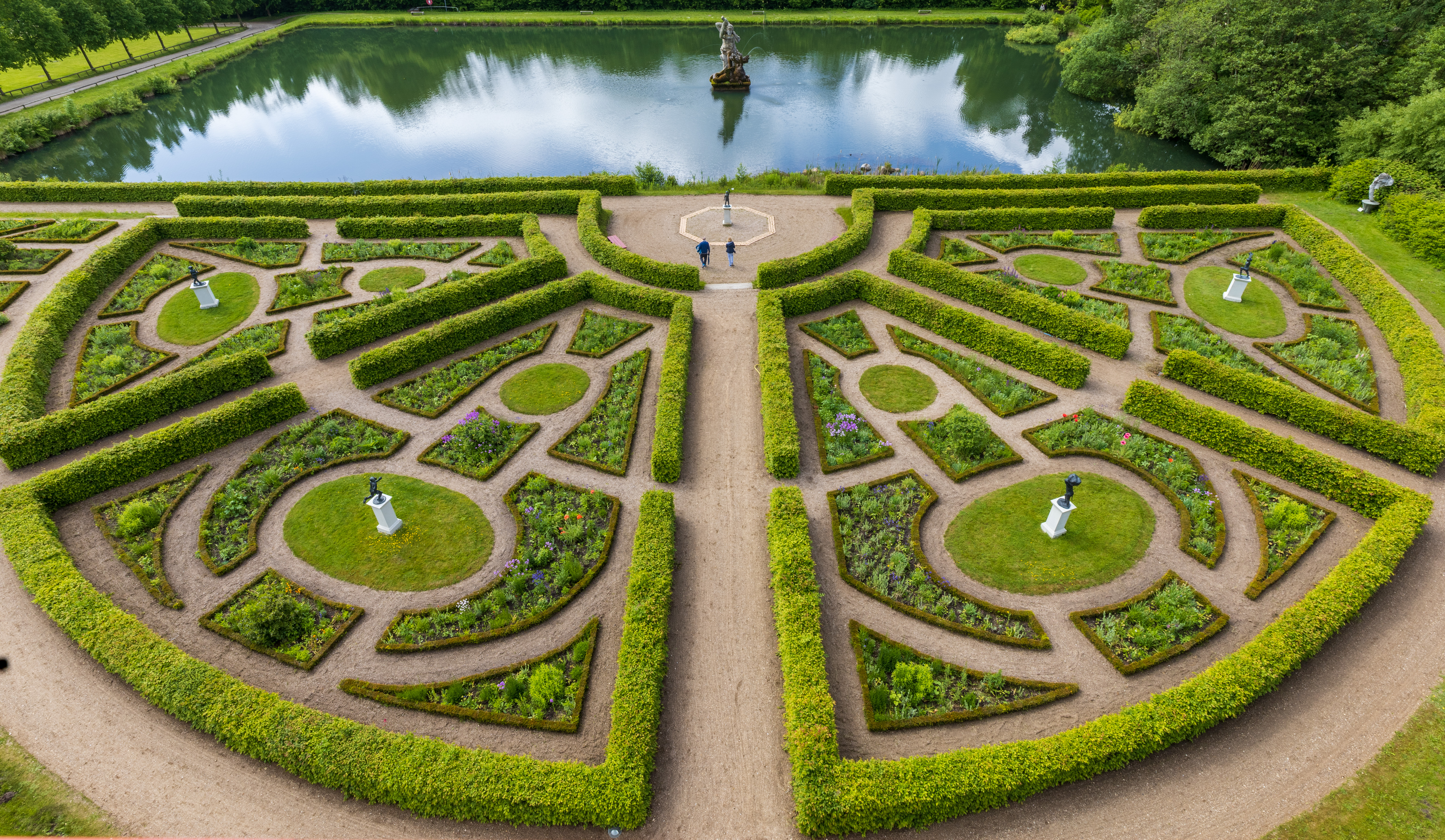
Blick vom Globushaus nach Süden auf Spiegelteich, Herkulesfigur und die südliche Gartenterrasse

Vom Schloss führt eine 300 Meter lange, auf einem Damm gelegene Allee durch den Burgsee auf eine tempel- und delfingeschmückte Kleine Kaskade zu. Der daran anschließende Neuwerkgarten des Gottorfer Schlosses gilt als erster barocker Terrassengarten nördlich der Alpen. Das „neue Werk“, die jüngste der das Schloss einst umgebenden Grünanlagen, war lange Zeit nur in Fragmenten zu bewundern. Ab 1984 begann die Wiederherstellung der Gartenanlagen mit der Restaurierung der kleinen Kaskadenanlage. 1991 entstand das erste Parkpflegewerk für einen historischen Garten in Schleswig-Holstein, bearbeitet von Rose und Gustav Wörner, das die weitere Entwicklung der Wiederherstellung des Gartens vorbereitete und mit dem EU-Gelder eingeworben werden konnten. Die Wiederaufstellung der Replik der Herkulesgruppe im Sommer 1997 in der Mitte des zwei Jahre zuvor ausgehobenen Herkulesteiches stellte einen ersten Höhepunkt der denkmalpflegerischen Bemühungen dar.
Die rund 300 Trümmer der Herkulesgruppe auf dem Boden des Teiches, teils zyklopischer Gestalt und Größe, teils zerbröselt und kaum identifizierbar, konnten 1994 mit archäologischen Methoden geborgen, abgegossen und zusammengesetzt werden. Nachfolgend konnte 2001 mit Spendengeldern die Königsallee im Gottorfer Neuwerkgarten neu angepflanzt werden. Zuschüsse der Deutschen Stiftung Denkmalschutz ermöglichten von 2003 bis 2004 die archäologische Freilegung und Dokumentation der Terrassenanlagen. Nach Fertigstellung des Globushauses konnten die Terrassen neu angelegt und nach historischen Vorbildern bepflanzt werden. Von der ehemals umfangreichen Skulpturenausstattung auf den Terrassen des Neuwerkgartens ist heute nichts mehr zu sehen. Die offizielle Wiedereröffnung der Terrassen des Schlossgartens erfolgte im August 2007. Das Neuwerk ist damit der einzige frei zugängliche Garten in barocker Originalgestalt in Schleswig-Holstein. 2008 stand er im Mittelpunkt der Landesgartenschau.
Der Garten wurde ab 1637 im Auftrag des Herzogs Friedrich III. im Stil römischer Terrassengärten außerhalb der ehemaligen Befestigungsanlagen angelegt. Der Name Neuwerk erklärt sich durch den Gegensatz zu den alten Gärten im Stadtteil Friedrichsberg. Das Neuwerk war berühmt für seine Pflanzenvielfalt und teils exotischen Pflanzen, zu denen Zitrusfrüchte, Aloen und Ananas gehörten, die erstmals in Nordeuropa kultiviert wurden. Die mehr als 1000 unterschiedlichen Pflanzenarten wurden im Gottorfer Codex des Hamburger Blumenmalers Hans Simon Holtzbecker katalogisiert, wahrscheinlich weil Friedrich III. und sein Hofgelehrter Adam Olearius eine botanische Taxonomie entwickeln wollten, wie sie im 18. Jahrhundert dem schwedischen Naturforscher Carl von Linné gelang. Der Garten bestand in seinen Grundzügen bis ins 19. Jahrhundert. Nachdem die Pflege der Terrassen bereits im 18. Jahrhundert vernachlässigt worden war, verwilderte das Gelände schließlich. Nur einige historische Gartenpflanzen überdauerten diese Zeiten. In der preußischen Zeit, als das Schloss als Kaserne diente, wurde der Garten dann eingeebnet und die Fläche als Exerzier- und Reitplatz genutzt.
Den Mittelpunkt des Neuwerkgartens schmückt seit 2005 wieder ein neues Globushaus, in dem ein Nachbau des berühmten Gottorfer Riesenglobus zu sehen ist. Das alte Globushaus, einst als Friedrichsburg bezeichnet, war ein mehrstöckiger Pavillon in der damaligen Vorstellung des „persischen Stils“. Dies war ein Verweis auf die erhofften Handelsbeziehungen mit dem Orient, die unter Adam Olearius geplant, aber nicht verwirklicht werden konnten. Der Globus galt zur damaligen Zeit als eine Art achtes Weltwunder; eine große, begehbare Kugel mit den bekannten Erdteilen auf der Außenhülle und dem Himmelszelt im Inneren. Das virtuelle „Welt- und Himmelstheater“ war 1714 in den Besitz Peters des Großen gelangt, 1941 von Kunstschutzoffizieren der Wehrmacht im Schlösserbezirk vor Leningrad sichergestellt und nach Deutschland verbracht worden. 1946 wurde es als Kriegsbeute wieder an die Sowjets zurückgegeben.
Holtzbeckers Pflanzenatlas bot die Ausgangslage für die historische Bepflanzung des Gartens, von dessen rund 1200 Arten auch nach 250 Jahren mangelnder Instandhaltung sich um die 20 erhalten haben. Der eigentliche Terrassengarten steigt hinter dem Globushaus an und besteht aus mehreren, mit Blumenbeeten und Buchsbaumornamenten bepflanzten Ebenen. Die großen Terrassenstufen sind leicht angewinkelt und nach hinten etwas verjüngt. Durch diese Besonderheit erscheint der Terrassengarten noch größer und länger, eine Illusion, die typisch für barocke Gartenarchitektur ist. Die Freitreppen der Terrassenflächen sind ebenfalls mit Kaskaden geschmückt. In Blickrichtung zum Schloss liegt vor den Terrassenstufen ein großes Wasserbecken, der sogenannte Spiegelteich. In seiner Mitte befindet sich eine Figur, die den Kampf des Herkules mit der Hydra darstellt. Nachdem der Garten im 18. und 19. Jahrhundert immer mehr vernachlässigt worden war, stürzte die Skulptur schließlich von ihrem Sockel und versank im versumpften Teich. Die Reste boten viele Jahre einen pittoresken Eindruck.
Oberhalb des Gartens, auf der letzten Ebene, stand einst ein Amalienburg genanntes Lustschloss als Point de vue. Das Schlösschen wurde 1660 von Herzog Christian Albrecht für seine Frau Friederike Amalie von Dänemark errichtet. Die Amalienburg wurde wegen Baufälligkeit bereits 1826 abgerissen. Westlich von ihr befand sich der Bau der ebenfalls abgetragenen Orangerie. Einen guten Überblick über die Anlage des Neuwerkgartens bietet die Gartentafel des Landesamtes für Denkmalpflege Schleswig-Holstein.

### Die verlorenen Gärten

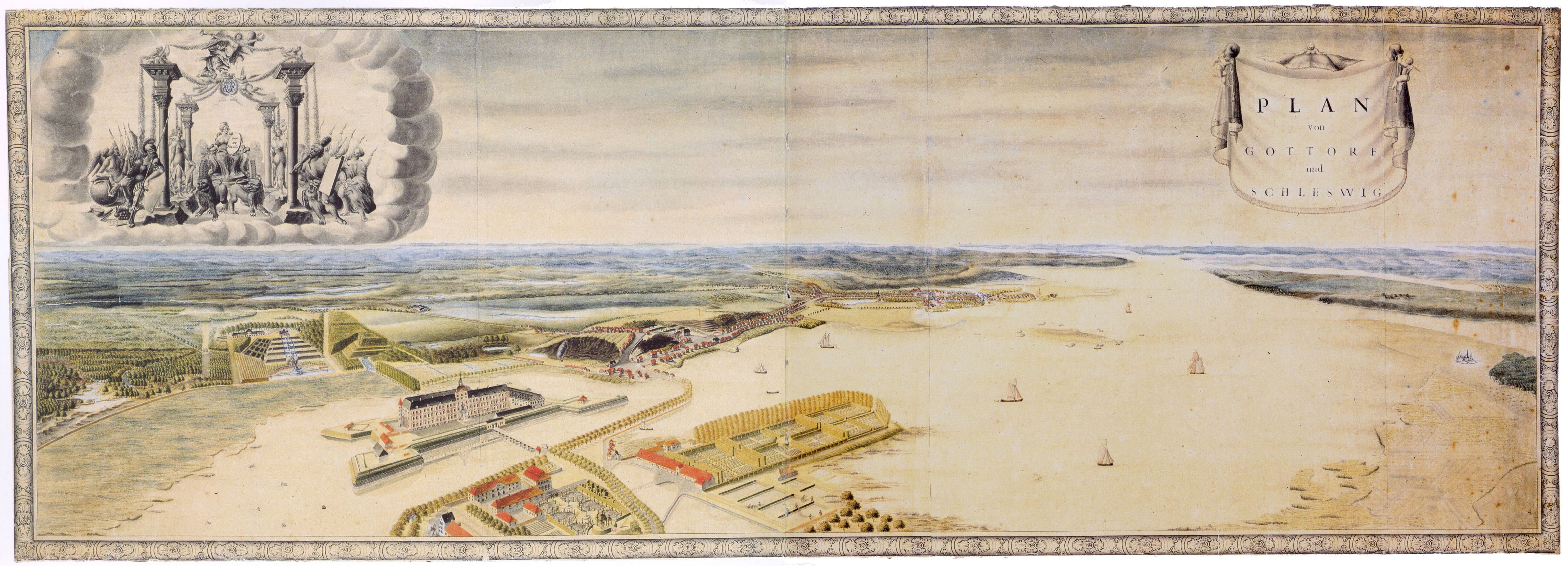
Gottorf im 18. Jahrhundert. Vor dem Schloss liegen der Alte Garten und der Westergarten, hinter der Schlossinsel ist der Neuwerkgarten mit den Lusthäusern dargestellt.

Das Schloss war ehemals von weiteren Gärten umgeben. Südlich vor der Schlossinsel befand sich der so genannte Westergarten, der im 16. Jahrhundert unter Herzog Adolf angelegt wurde. 1623 bis 1637 entstand östlich des Schlosses, in Richtung des Wikingturms, der in die Schlei hineinragende Alte Garten. Für dessen Anlage gewann Herzog Friedrich III. den Gärtner Johannes Clodius (1584–1660). Der Garten wurde im 18. Jahrhundert nur noch als Küchengarten genutzt und enthielt auch mehrere Fischteiche. An diese formal gestaltete Grünanlage erinnert heute lediglich noch der Straßenname „Alter Garten“. Zeitlich gleich im Anschluss an diesen Garten entstand ab 1637 das Neue Werk, ein Terrassengarten nördlich des Schlosses, ebenfalls durch Johannes Clodius. Der Bildhauer Zacharias Hübener gestaltete hierfür 20 Statuen und 10 Löwen. Ab 1707 entstand auf dem Gelände des Westergarten das Palais Dernath mit einem französischen Barockgarten, entworfen von Johann Christian Lewon (um 1690–1760). An Stelle des 1868 abgebrannten Palais erhebt sich das Schleswig-Holsteinische Oberlandesgericht, von der Bevölkerung auch „Roter Elefant“ genannt. Der Bau entstand 1875–1878 nach Plänen von Landbaumeister P. E. P. Köhler.
Zum Schloss gehörten ausgedehnte Jagdbereiche. Auf das ehemals Tiergarten genannte Jagdgebiet, welches heute in einem Wald aufgegangen ist, blickt man bezeichnenderweise von den Nordfenstern des Hirschsaals.